# Babička (kniha)
Babička s podtitulem Obrazy venkovského života je nejznámější dílo Boženy Němcové, poprvé vydané roku 1855. Vymyká se jednoduchým žánrovým, směrovým a tematickým interpretacím. Žánrově bývá označováno za idylu, novelu, povídkový obraz, soubor črt nebo za román. Někteří literární historikové ji přiřazují k romantismu, jiní k biedermeieru nebo realismu. Kniha má podobu idealizovaného vzpomínání na dětství v Ratibořickém údolí, popisuje lidové zvyky, vesnický způsob života a obyčejné i výjimečné události, přičemž jednotlivé epizody spojuje postava babičky, laskavé, moudré a zbožné ženy, které si váží všichni lidé v jejím okolí. V textu se nachází velké množství nářečních výrazů, úsloví a zastaralých slov, zároveň však dílo obsahuje mnoho prvků mluveného jazyka, což je oživuje a dělá poměrně srozumitelným i pro moderního čtenáře.
Dílem, z nějž autorka při psaní Babičky ideově nejsilněji čerpala, byla Erbenova Kytice (1837–1853). Také se inspirovala dílem olomouckého univerzitního profesora a lékaře Františka Jana Mošnera Pěstounka (1851) a uvažuje se též o ovlivnění Adalbertem Stifterem. Sama Němcová viděla hlavní zdroj ve svých vzpomínkách na mládí v Ratibořicích. Využila ovšem také své pozdější bohaté etnografické zkušenosti a do Babičky umístila popisy zvyků z různých míst včetně Slovenska. Dílčím předobrazem ústřední postavy byla babička Němcové, Marie Magdalena Novotná-Čudová.
Božena Němcová Babičku psala po smrti syna Hynka, kdy se musela potýkat s nemocemi, chudobou a policejním sledováním. Začala ji psát v pražské Ječné ulici v domě č. p. 516 koncem roku 1853 a dokončila ji v létě roku 1854 ve Vyšehradské ulici, č. p. 1378. Babička pak byla publikována v létě roku 1855 ve čtyřech sešitech. Postupem času se stala jednou z nejúspěšnějších českých knih, dosáhla více než tři stovky českých vydání a byla přeložena do více než dvaceti cizích jazyků.

## Stručné shrnutí děje
Babička přijíždí k rodině své dcery na Starém bělidle a pomáhá vychovávat svá vnoučata. Stává se rádkyní sousedům a nakonec i paní kněžně, kterou společně s dětmi navštíví na zámku. Kniha popisuje také příběh tragické lásky dívky Viktorky, který patří k nejdramatičtějším momentům knihy. Podstatné místo má rovněž líčení života na vesnici i jeho tradic a zvyků v průběhu roku – od náboženských svátků, včetně Vánoc, Velikonoc a pouti do Svatoňovic, až po sezónní práce (sběr plodů a bylin, sklizeň, draní peří, předení a podobně).

## Charakteristika hlavních postav

### Babička

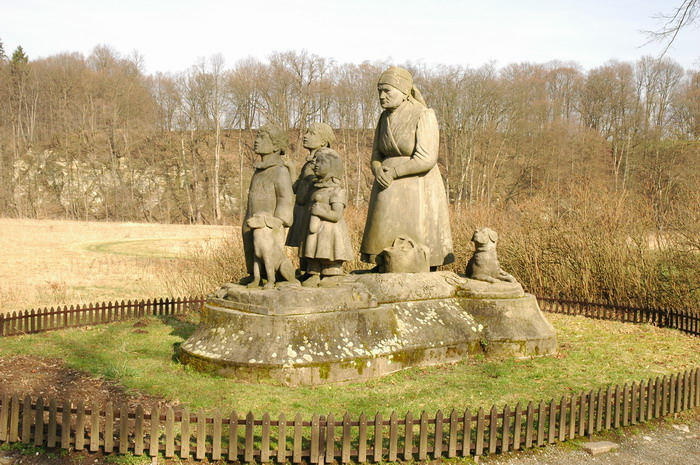
Sousoší Babička s dětmi v Ratibořicích (autor Otto Gutfreund, 1922)

Babička (vlastním jménem Magdalena) na žádost své dcery přijíždí na Staré bělidlo. Určuje řád domácnosti, pomáhá a radí a těší se přirozené autoritě u všech osob žijících v okolí, od dětí až po paní kněžnu. S dětmi se prochází po Ratibořicích a vykonává návštěvy na různých místech (na zámku, v mlýně, v myslivně a podobně). Reprezentuje staročeský život. Vychází z zidealizované postavy Marie Magdaleny Novotné-Čudové, která podle některých dohadů pobývala v Ratibořicích v letech 1825 až 1830, podle jiných na toto místo mezi lety 1820 a 1830 pouze příležitostně zajížděla.

### Barunka
Barunka je nejstarší a nejoblíbenější babiččina vnučka. Představuje částečně autobiografický obraz mladé Boženy Němcové. Barunka však může zpodobňovat také mládí samo o sobě a vzmáhající se národ. V průběhu děje vyrůstá a pohybuje se na hranici mezi dětstvím, do kterého dosud spadají její mladší sourozenci, a vážným světem dospělých.

### Paní kněžna
Paní kněžna je dobrá a hodná šlechtična, stará se o svou schovanku Hortensii. Babičky si váží a chová se k ní jako k sobě rovné. V údolí má pozici absolutního vládce, Boha, zatímco babička funguje v příběhu jako Panna Marie, laskavá orodovnice, která se může u vrchnosti přimluvit. Předobrazem pro paní kněžnu byla vévodkyně Kateřina Vilemína Zaháňská. Ta však byla ve skutečnosti spíše ženou pohybující se ve vysoké společnosti a blízkou přítelkyní mnoha dobových osobností (kancléře Metternicha, knížete Esterházyho), nikoliv romantizovanou a idealizovanou kněžnou starající se v první řadě o své poddané.

### Viktorka
Dílo obsahuje také smutný příběh bláznivé Viktorky, která se zamilovala do vojáka („černého myslivce“) a z tragické lásky se pomátla. Na rozdíl od ostatních postav téměř nemluví, žije v lese a je vystavena živlům, se kterými je úzce spojena. Je možné ji chápat jako ztělesnění pudové a smyslné (ženské) přírody, která je přemáhána tím, že se o ní ritualizovaně vypráví. Viktorka funguje jako hrdinka příběhu vyprávěného myslivcem (vložené povídky či novely) a morální a didaktický prvek, ovšem současně jako prvek estetický, obohacující text o romantickou poetiku. Hana Šmahelová uvedla, že prostřednictvím Viktorčina příběhu nejsilněji proniká pohádkovost. V první části jejího dramatického osudu se opakuje dějové schéma pohádky, jak jej popsal Vladimir Jakovlevič Propp. Po několika náznacích přichází náhlé neštěstí a začíná snaha o záchranu nevinné, trpící dívky. Rodiče hledají pomoc proti škůdci, černému myslivci, a slibují odměnu. Zásadní roli hraje postava pomocníka, kovářky, která daruje Viktorce magický předmět, škapulíř. Ženich je však jako zachránce nepoužitelný a také zlo černého myslivce ohrožující Viktorku není zcela jednoznačné. Šmahelová si povšimla také propojení postavy Viktorky s obrazem autorky v závěrečné scéně její postavy, když leží mrtvá v rakvi a na rtech jí zůstává trpký úsměšek.
Symbolický hrob bláznivé Viktorky se nachází v Červeném Kostelci, kde Božena Němcová žila od září 1837 do dubna 1838. Předobrazem postavy byla reálně žijící Viktorie Židová, která ve skutečnosti nakonec zemřela sešlostí věkem v roce 1868 ve svém rodišti, nedaleké Červené Hoře (patřící do kostelecké farnosti) a byla pohřbena na tehdejším kosteleckém hřbitově do společného hrobu chudých. Za zpodobnění Viktorky se někdy považuje motiv na rubu české 500korunové bankovky; oficiálně jde ale o obecnější „symbol ženských postav z díla Boženy Němcové“.

## Obsah

### Úvodní pasáž
Text začíná německým mottem, které lze přeložit takto: „Z toho vidíš, že chudí nejsou tak docela ubozí, jak si myslíme; jsou opravdu blaženější, než si představujeme a než my sami jsme.“ Úryvek pochází z románu Rytíři ducha (Die Ritter vom Geiste, 1850–1851) a jeho autorem je mladoněmecký spisovatel Karl Gutzkow. Z motta je proti originálu vypuštěno oslovení „teuer Communist“ (drahý komunisto). V Gutzkowově románu je daná pasáž součástí polemiky mířené na prosazovatele komunismu a utopického socialismu a postavené kolem myšlenky, že nebezpečí třídního boje je možné se vyhnout zrovnoprávněním neprivilegovaných společenských vrstev. Text Němcovou oslovil mimo jiné proto, že souzněl s jejími vlastními představami o bezproblémovém soužití různých vrstev, kdy chudí bohatým nezávidí a bohatí chudými nepohrdají, jak to popsala i v Babičce.
Následuje věnování hraběnce Eleonoře z Kounic, rozené hraběnce Voračické z Paběnic (1809–1898), významné dobové filantropce a vlastenecké podporovatelce české literatury. Tato šlechtična jako první překládala Babičku do němčiny, avšak výsledek její práce se pravděpodobně nedochoval.
V prologu se krátce hovoří o obtížnosti zachycení vzpomínek na dávno zemřelou babičku do podoby psaného textu. Autorka se představuje jako účastnice kulturního přechodu od starobylé orální kultury k moderní kultuře psaného slova.

### 1. kapitola

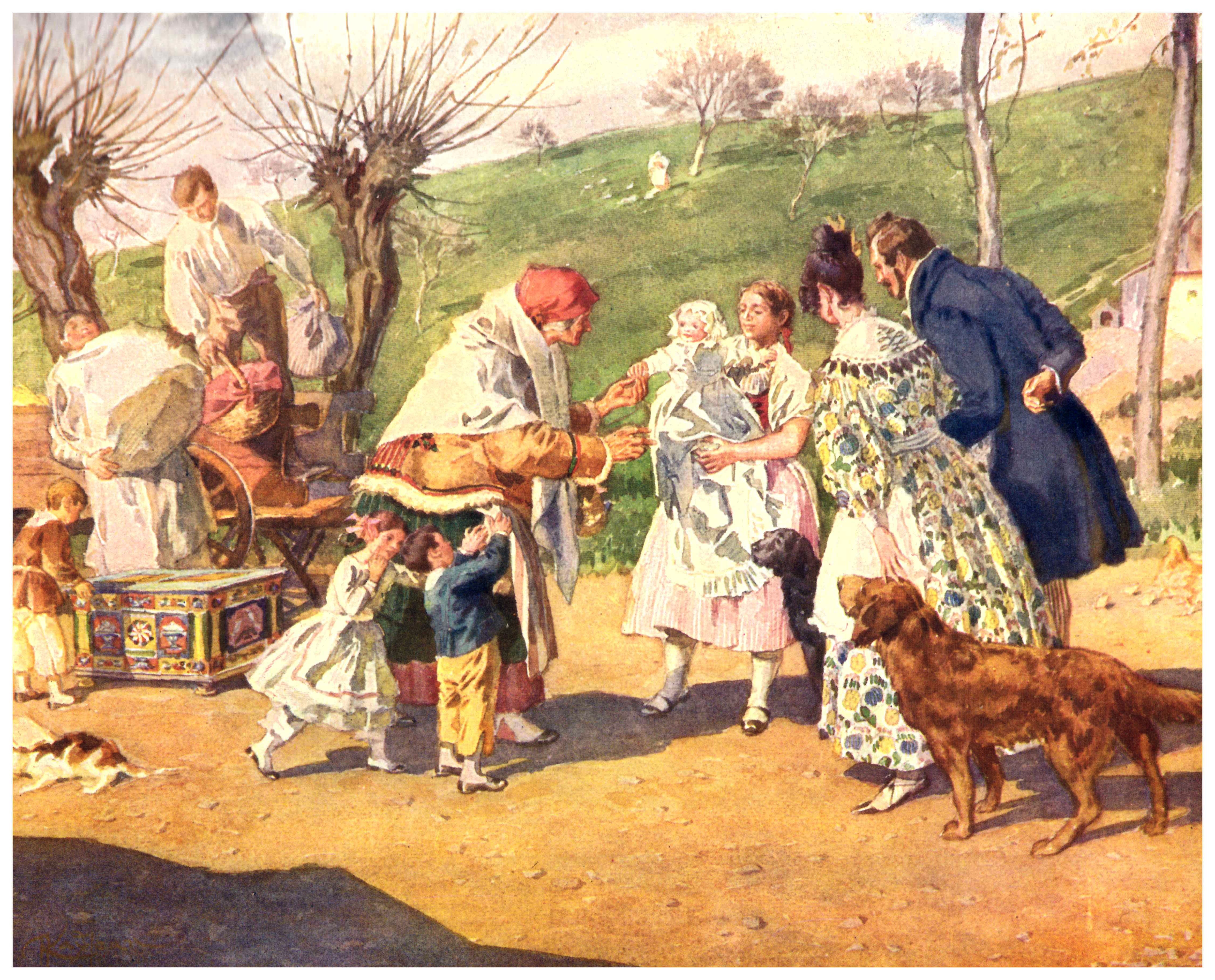
Ilustrace Adolfa Kašpara z roku 1924

Babička na začátku žije v chaloupce v pohorské vesnici Olešnici. Od nejstarší dcery Terezky přichází babičce dopis; dcera v něm oznamuje, že se vdala a že její manžel přijal službu u kněžny, která má panství v Čechách, blízko babiččina bydliště. Rovněž babičku prosí, aby k nim přišla bydlet. Kterou Olešnici měla Němcová na mysli, není zcela jasné. Starší bádání soudilo, že Marie Magdalena Čudová-Novotná se ve skutečnosti přistěhovala v roce 1825 z Rovného v Orlických horách, kde žila se synem Kašparem. Pravděpodobněji lze ale její příjezd do Ratibořic datovat do roku 1823, kdy skončil její pobyt ve Slezsku (pravděpodobně na různých místech, možná také v Zaháni).
Babička dceřino pozvání přijme a přijíždí na Staré bělidlo, kde žijí Proškovi, rodina její dcery. Všichni, včetně dětí (Barunka, Jan, Vilímek a Adélka) a dvou velkých psů (Sultán a Tyrl) ji netrpělivě očekávají. Když přijede, jsou překvapeni jejím oblečením, bílými vlasy, scvrklýma rukama a pouhými čtyřmi zuby. Ihned se však s babičkou spřátelí. Babička si okamžitě vezme na starost hospodářství. Začíná pečením chleba, učí, aby lidé měli úctu k božímu daru a žehnali chléb pokaždé, když někdo vezme do ruky těsto nebo vejde do kuchyně. Barunce vysvětlí, že dobrá hospodyně má být šetrná a pro pírko i přes plot skočit. Babička je také překvapena nejrůznějšími novotami, čalouněným a lesklým nábytkem nebo klavírem. Proto se raději zdržuje ve své sedničce. Dětem ukazuje své poklady, dárky z poutí, rodinné spisy a drobnosti, včetně tolaru od císaře Josefa II.

### 2. kapitola
Líčí babiččin všední den; v létě vstává ve čtyři hodiny, v zimě v pět hodin; řekne požehnání, políbí křížek a asi hodinu přede. Následuje popis jejího něžného vztahu ke zvířatům: zvířata (psi, prasata, hovězí dobytek, drůbež atd.) ji mají ráda a ona je chrání proti týrání. Když ale zjistí, že psi roztrhali kačátka, a pan Prošek je seřeže, uznává, že museli být potrestáni. Jakmile babička obstará zvířata, jde probudit děti a poté buď dál přede, nebo jde s dětmi na procházku a sbírá léčivé byliny, díky nimž nepotřebuje lékaře. V lese potkávají bledou, rozcuchanou, bláznivou Viktorku, která žije v jeskyni a večer zpívá u splavu. Večer pozorují hvězdy a babička vypráví, že každý má tu svou, boží vyvolení jasnou a krásnou, lidé jako Viktorka zakalenou.

### 3. kapitola
Popisuje domov Proškových, Staré bělidlo. Je to malé stavení uprostřed květinových a zeleninových zahrad, blízko je také ovocný sad, hospodářská stavení a protékající řeka Úpa. Babička chodívá s dětmi k vodě, aby se mohly koupat ve strouze, a vypráví o řece, jak teče do Labe a pak až k moři.
Vypráví se také o rýzmburském myslivci, který se často stavuje se psem Hektorem na skleničku vína a chléb se solí. Objevuje se také panský hlídač Mojžíš, kterého se děti bojí. Samotné panstvo, projíždějící kolem na koni, však děti obdivují a také babička říká, že šlechta je lidem k radosti. Večer přichází babičku a děti navštívit Kristla, čiperná a usměvavá dcera hospodského pojatá podle skutečné dcery hostinského Františka Celby. Její vzpomínky na slavnou babičku zachytil také Alois Jirásek ve stati „Paní kněžna“. Zastavuje se i mlynář a jeho paní a rovněž paní správcová ze zámku, kterou babička nemá pro její pýchu ráda a pokaždé odchází i s dětmi, aby se s ní nemuseli setkat. Jinak však babička ráda vítá prosté a nuzné lidi: olejkáře, dráteníka nebo žida. Děti mají velmi v oblibě pana Beyera, krkonošského myslivce z Horního Maršova, vysokého, svalnatého a hubeného, s dlouhým vlasy, velkým knírem a ptačími péry za kloboukem; dětem přináší krystaly a vypráví jim o horách a Rýbrcoulovi.

### 4. kapitola
Děti se obzvláště těší na neděli, kdy je babička nebudí, protože se účastní ranní mše. Děti jí pak chodí naproti, když jdou na hrubou mši. Za nedělních odpolední chodí babička s dětmi do mlýna, kde žije Mančinka, děvče Barunčina věku. V mlýně dostávají děti ovoce, křížaly a buchty. Děvčata žertují, že ve mlýně místo zajíců jedí kočky a veverky. Děti si také hrají na školu a dovádějí se psem. Babička si s mlynářovou rodinou mezitím povídá o napoleonských válkách a ruském tažení, přičemž se ukazuje, že zná vojenský stav. Také mluví o tom, že pochází z Olešnice, kde se od vdovy Novotné naučila výrobě vlněných houní. Skutečná Magdaléna Čudová se ovšem narodila v Křovicích, což poprvé dokázal Bohumil Kulíř. Kromě městečka Olešnice v Orlických horách se uvažovalo také o Olešnici u Červeného Kostelce nebo o Osečnici.
Babička dále vypráví, že když byla dítě, stavěla se pevnost Josefov. Tvrdí, že když tam s vdovou odnášely houně, potkaly pána, který babičku nechal hledět dalekohledem a věnoval jí tolar. Posléze se ukázalo, že to byl sám císař Josef II. Císař sice skutečně v 80. letech 18. století do budoucího Josefova zajížděl, vyprávění o tolaru je však téměř jistě smyšlené a inspirované podobným příběhem, který zachytil již v roce 1807 moravský buditel Tomáš Fryčaj.

### 5. kapitola
Jednou za dva nebo tři týdny bere babička děti k myslivcům do Rýzmburku poblíž zříceniny hradu Rýzmburk a vrchnostenského altánku. Tam posedí a Barunčin bratr Jan si vzpomíná na vyprávění o silném Ctiborovi, který se stal rytířem. Tato heraldická pověst původně vznikla kolem náhrobku Bernarda Žehušického z Nestajova a Němcová ji podrobněji zpracovala ve svých pohádkách. Babička s dětmi rovněž pozorují boušínský kostel a Babička vypráví o zázraku, který se tam udál, když se ztratila němá a hluchá dceruška místních pánů, ale později ji ovčák Bárta nalezl uzdravenou.
Jednou k nim přijede na koni paní kněžna a zaujmou ji jahody, které děti nasbíraly. Babička vypráví, že ona sama od smrti svého dítěte jahody nejí. Kněžna přijme košíček s ovocem a pozve děti i s babičkou na následující den do zámku. Potom konečně přijdou k myslivně, kde se po trávě procházejí pávi, perličky, bílí králíci, srna s obojkem a několik psů. Myslivec pozve babičku s dětmi dovnitř a hospodyně ji pohostí jídlem a pivem. Děti si mezitím hrají s myslivcovými chlapci. Myslivec babičce vypráví, že potkal panstvo a musel paní kněžně vyprávět o bláznivé Viktorce. Babička ho požádá, aby jí také o Viktorce všechno podrobně řekl. Myslivec si zapálí dýmku a dá se do vypravování.

### 6. kapitola (vyprávění oViktorce)
Myslivec vypráví Viktorčin životní příběh. Byla dcerou sedláka z Žernova, před patnácti lety velmi krásnou dívkou, o kterou se ucházelo mnoho mládenců. Viktorka si však nemohla vybrat. Poté za ní začal chodit myslivec (voják) z posádky, která ležela ve městě. Měl černé, uhrančivé oči a srostlé obočí a Viktorka se ho bála. Lidé říkali, že to snad ani není člověk, spíše morous (upír). Vždy, když Viktorka někam přišla, stál venku u okna. Rozhodla se tedy, že se raději vdá za kohokoliv, jen aby se ho zbavila. Nabídne se jí selský synek Tonda. Viktorka však stále vídala vojákovy oči a ani pomocí modlitby se jí nedařilo se z jeho moci vymanit. Šla se poradit s kovářkou, která jí přislíbila pomoc, pokud se dokáže modlit k andělu strážci a za duše v očistci. Viktorka to dokázala dva dny, ale třetího dne vyrazila na otcovo pole na jetelinu, aby našla čtyřlístek a zajistila si štěstí s Tondou. Přitom si zabodla do nohy trn. Když ji přinesli domů, měla nohu obvázanou bílým, hebkým šátkem.
Kovářce pak vyprávěla, že šlápla na trní u cesty, když utíkala před vojákem. Když omdlela, odnesl ji k potoku, ošetřil ji a pak jí vyznal lásku. Viktorka mu uvěřila a věnovala mu svůj škapulíř. Ležela pak dlouho jako mrtvá a kovářka vídala vojáka za oknem. Posléze ovšem myslivci odtáhli a Viktorka se uzdravila. Když jí ale její sestra Mařenka vyřídila, že voják vzkazuje, aby Viktorka nezapomněla na svůj slib, utekla z domu. Viktorčin otec se vypravil hledat vojenský oddíl, ale Viktorku nikde nenalezl. O rok později ji zahlédli v lese. Odmítla ale vrátit se domů a přespávala v jeskyni. Myslivec vypráví, že ji zahlédl, jak něco háže do vody a směje se. Potom seděla na pařezu a zpívala dvě hodiny ukolébavku, je tedy pravděpodobné, že do vody hodila své dítě. Na svatbu Toníka a Mařenky přinesla pak Viktorka květiny do dvora. Později ale napadla světlovlasého Němce přezdívaného Zlatohlávek, kousala ho a sípala na něj, až ho nakonec zachránili pacholci. Němec ze strachu z Viktorky později z kraje odešel. Babička se po vyslechnutí Viktorčina příběhu rozpláče a také Barunka na ni myslí a říká si, že je to ubohé děvče.

### 7. kapitola
Babička vyráží společně s dětmi na zámek. Cestou musejí odhánět Adélčinu slepici Černou, kterou přivezla babička z pohorské vsi, a posléze je čistota jejich odění ohrožována psy, před kterými je zachrání otec Prošek. Projdou kolem hospody a zámeckým parkem, kde nakrmí ryby v tůni. V zámku je sloužící pozdraví po německu a jsou uvedeni do předsíně. Babičce je líto, že musejí šlapat po vzácných kobercích, když přecházejí do kněžnina kabinetu, kde je milostivá paní očekává. Políbí paní kněžně ruku a ona je políbí na čelo. V rozhovoru ale babička prozradí, že by na zámku bydlet nechtěla, i když je to tam jako v nebi, protože tu není hospodářství a nemohla by pracovat. Poté přichází komtesa Hortensie, kněžnina chráněnka, a odvede děti. Předpokládá se, že inspirací pro tuto postavu byla Marie Wilson von Steinach, dcera kněžniny sestry Marie Pavlíny z Hohenzollern-Hechingenu (1805), byť její životní osudy byly odlišné.
Kněžna Zaháňská si zatím povídá s babičkou a prohlížejí si portréty na zdech, kde visí kromě paniny rodiny také ruský car Alexandr I., rakouský císař Josef II. a pruský král Fridrich Vilém II. Babička vypráví, že její manžel Jiří bojoval v pruském pluku během povstání v Polsku, ale dělová koule mu utrhla nohu a nakonec zemřel. Babička se pak živila výrobou houní, ale vadila jí německá řeč v Nise a poté, co musela uprchnout před povodní, odmítla penzi z královské milosti a vrátila se do Čech. Tato romantická příhoda s válečným zraněním byla literárními historiky, včetně Václava Černého, přijímána jako skutečnost, babiččin manžel však ve skutečnosti zmrzačen nebyl, po potlačení rebelie v roce 1794 sloužil ještě dlouhá léta ve vojsku a později sám pracoval jako niský houňař. Zemřel na souchotiny až roku 1805.
Při návratu do domovské chaloupky se babička podle svého vyprávění shledala se starým, slepým psem, kterého patnáct let neviděla. V domovském stavení ji pohostili a nakonec také poznali. Žila společně s bratrovou rodinou a opět pracovala na houních. Babiččin otec byl velmi dobrotivý člověk, půjčoval svým sousedům a obdarovával žebráky, i kdyby je měl sám jít hledat. Postupně se všechny babiččiny děti rozlétly do světa za učením. Paní kněžna děkuje babičce za příběh jejího života a pak společně odcházejí na snídani i s dětmi, které byly zatím obdarovány komtesou Hortensií. Babička odmítá čokoládu a kávu, protože je zvyklá snídat kyselo a brambory, ale nakonec přijme trochu vína. Barunka dostane peníze pro Kudrnovic děti na ošacení, avšak babička přesvědčí šlechtičnu, že lepší než almužna je stálá placená práce hlídače nebo poklasného. Když babička s dětmi odchází, šeptá si paní kněžna: „Šťastná to žena!“

### 8. kapitola
Děti si hrají na louce, kolem jede na koni komtesa Hortensie a sesedne, aby je pozdravila. Povídají si o beruškách a mravencích a o tom, jak se zvířecí živobytí podobá tomu lidskému. Pak přicházejí babička s Barunkou a babička vysvětluje komtese, k čemu slouží všechny různé byliny a koření. Hortensie vypráví, že pochází z italské Florencie a popisuje město, do něhož se touží vrátit. Druhého dne odjíždějí vystrojené děti s panem Proškem do města, kde probíhá slavnost Božího těla s procesím a mší.
Po slavnosti jde babička s dětmi do hostince, u kterého čeká kočár. Ukazuje se, že Kristla se namlouvá s mládencem Jakubem Mílou – jeho postava je inspirována žernovským sedlákem jménem Jakub Míl. Míla řídí kočár a hospodského dcera vypráví, že od preceptora na zámku dostala veršované přáníčko, kterému příliš nerozumí. Verše jsou obměněnou a zřejmě ironizovanou básní Františka Matouše Klácela. Babička vzpomíná, že také znala studovaného člověka, podivína, když žila v Kladsku, a vypráví humornou příhodu z jeho života. Toto vyprávění vychází z anekdoty, která kolovala o Janu Evangelistu Purkyňovi. Kristla pak říká, že ji více než na učenosti záleží na babiččině vyprávění a na písničkách a mluví o písni, kterou složily s dívkami při robotě na panském. Když pak kočár projíždí kolem vrat zámku, usměje se na Kristlu černě oděný italský komorník s černým vousem a třpytícími se prsteny. Kristla říká, že ho nerada vidí, protože on se pořád snaží začít si něco s českými děvčaty a také s ní samotnou, i když ho neustále odmítá.

### 9. kapitola
Ve svatojánský předvečer svolá pan Prošek podle obyčeje své nejmilejší přátele na hostinu. Pečou se koláče. Babička sleduje Kristlu, která sbírá věnečky, aby udělala svatojánský věneček, a vzpomíná na své vlastní mládí, jak se pomocí věnečku pokoušela věštit, jak bude vypadat její milý a kdy se s ním setká. Také nyní babička uvažuje, kdy se se svým zesnulým chotěm znovu setká.
Druhého dne hovoří babička s Kristlou. Vychází najevo, že zámecký Talián dívku neustále obtěžuje v hospodě a ťuká ji v noci na okénko. Vesničtí chlapci vedení Mílou ho ale při této činnosti včerejšího večera přepadli, namazali mu kolomazí nohy a za knoflík vetkli kopřivu. Kristla však není ráda, protože se obává, že Mílu kvůli Taliánovi nevezmou za pacholka a bude muset na vojnu. Jan zatím ukazuje ostatním zvířata v obrázkové knize, kterou dostal od komtesy. Posléze přichází paní kněžna a ptá se pana Proška, zda se v lesích krade dřevo, že někdo v noci napadl jejího komorníka Piccola. Babička však paní kněžně rázně vysvětlí, jak to bylo ve skutečnosti, a šlechtična slíbí, že věci urovná a zajistí, aby se Talián nemstil. Paní Prošková pak babičku obdivuje, že dokáže takto odvážně mluvit i s panstvem.

### 10. kapitola
Koná se pouť. Na cestu se vydávají babička, panímáma Prošková, Kristla, Mančinka a Barunka. U žernovské kapličky se přidají k zástupu poutníků v čele s vůdcem Martincem. Pochodují pak ke Svatoňovicím a cestou zpívají zbožné písně. Babička napomíná Barunku, aby na pouti zpívala nebo se tiše modlila a neobracela mysl k jiným věcem. Ve Svatoňovicích se poutníci napijí ze zázračné studánky se sedmi prameny pod stromem s obrazem Panny Marie. Pak jdou do osvětleného kostela, kde se modlí.
Panímáma a babička přespávají u rodiny správce uhelných dolů, Kristla s Ančou na půdě u vdovy domkářky. Děvčata se domlouvají, že by chtěla mít svatbu v jeden den. Kristla říká, že podle svatojánské věštby by to mělo s Mílou vyjít, ale dodává, že babička říkala, že sen je jenom sen a pověrám by se nemělo přikládat víry; a babičce věří jako evangeliu. Ráno po mši se jdou poutníci do lázní vykoupat a potom nakoupit obrázky, růžence, figurky a jiné poutní dárky. Babička zaplatí jednomu z kupců, aby staré Fouskové prodal své zboží levněji. Říká pak Barunce, která dobročinný skutek viděla, aby o něm nemluvila, protože levice nesmí vědět, co dává pravice. Na zpáteční cestě se zastaví ve rtyňském lese u hrobu s devíti kříži. Ančinka vypráví příběh o panoši Heřmanovi, který pocházel z nedalekého hradu Vízmburku a byl zavražděn sokem ve svůj svatební den. Fousková ale říká, že u nich se příběh vypráví jinak a panoš byl podle ní z hradu u Litoboře. Balada o ženichovi zabitém u Krákorky se zpívávala v Čechách, na Moravě i na Slovensku.

### 11. kapitola

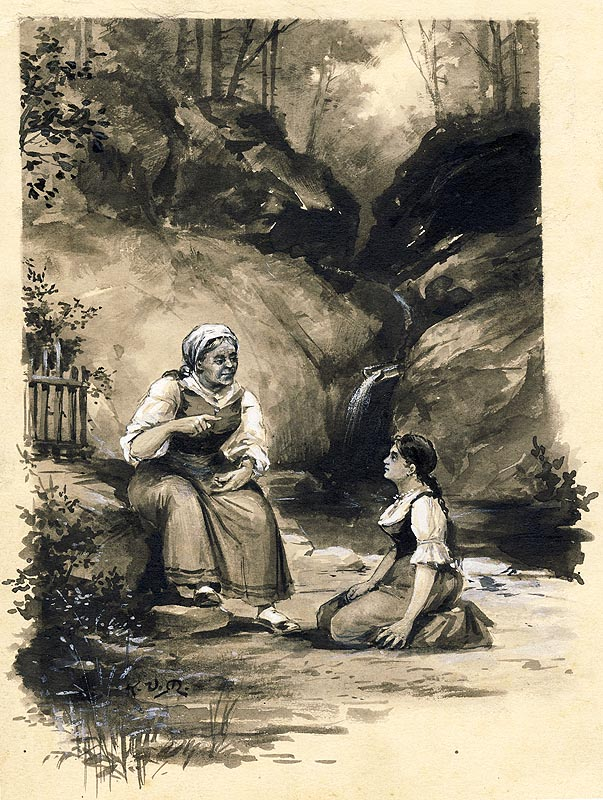
Ilustrace Kamila Vladislava Mutticha

Na podzim odjíždí panstvo i se svým kočím a paní Prošková pláče, protože ví, že manžela opět uvidí až na jaře. Chlapci pouštějí draky a Barunka sbírá pro babičku plody kaliny a šípky. Vypráví se o tom, že Sibyla sedí na mramorovém koni v kopci a podle jejího proroctví přijde na českou zemi bída, války, hlad a mor a nakonec bude roznesena na kopytech koní. Babička pak dětem říká, že mají milovat svou zemi, aby se proroctví nevyplnilo. Adélka chce slyšet, že babička neumře, ale babička jí odpovídá, že všeho je na světě do času.
Na svátek Všech svatých přinese babička svíčičky a rozsvítí je na památku zesnulých. Týden poté napadne sníh. Děti jezdí na saních a v domech se dere peří a přitom se vypráví, hlavně o zlodějích a loupežnících. Adélka chodí do školy a učí se písmena, o čemž vypráví babičce tak často, že i stará žena se nakonec ještě abecedu naučí. Později snese babička z půdy kolovrat, do sednice přijdou přástevnice, vyprávějí se pohádky a zpívá se. Na den svatého Mikuláše dostanou děti nadílku do punčošky za oknem. Den svaté Lucie je ale naplňuje strachem, protože se bojí bílé ženy, která si bere neposlušné děti. Babička není ráda, že jsou děti strašeny, ale pověry jim na rozdíl od otce nevymlouvá, protože v ně sama věří – ačkoliv se nebojí, jelikož pevně věří v Boha. Znovu se hovoří o Mílovi a o tom, že na jaře bude možná muset na vojnu.

### 12. kapitola
Na Štědrý den a Boží hod dostávají všichni příchozí na Starém bělidle i ve mlýně jíst a pít do sytosti. Největší radost má babička, když znenadání přijde z Olešnice její syn Kašpar. Děti se pokoušejí postit, aby viděly zlaté prasátko, ale mají slabou vůli. Různými rituály se pokoušejí věštit budoucnost: pouštění lodiček ukáže, že se Jan a Barunka dostanou daleko do světa, ale rozkrojení jablka prozradí, že nebudou šťastní. Tuto pasáž napsala Němcová s vědomím budoucích událostí: Jan se dostal jako voják do Itálie, ale po roce 1848 zemřel, pravděpodobně spáchal sebevraždu. Vilém a Adélka v době napsání Babičky ještě žili.
Poté přichází nadílka od Jezulátka. Pod osvětleným, okrášleným stromečkem objeví děti dárky. Babička tento zvyk sice předtím neznala, ale líbí se jí. Venku zpívá pastýř koledy a dostane za to výslužku. Na svátek svatého Štěpána jdou chlapci na koledu do mlýna a myslivny. Na svátek Tří králů se na Starém bělidle tančí. Babička se nechce připojit, ale vypráví, jak zamlada tančila neustále. Na den svaté Doroty se předvádí hra o Dorotině umučení králem Diokleciánem. Zimní radovánky skončí pochováním masopustu a nastává postní doba. Babička sedí u kolovratu, zpívá postní písně a vypráví o životě Ježíše Krista. Na pátou neděli, Smrtnou, se vynáší smrt a děvčata koledují. Jsou popsány také Velikonoce. Barunka je dojatá ze slavnosti vzkříšení a večer se rozpláče radostí. Babička na Boží hod velikonoční odnese do kostela mazanec, víno a vejce a nechá si je posvětit. Příštího dne se koná dynovačka, chlapci a muži šlehají proutky ženy, včetně babičky a malé Adélky.

### 13. kapitola
Popisuje se příchod jara, děti sbírají květiny. Babička říká, že do dne svatého Jiří není žádné zvíře jedovaté, jed se objeví až potom. Chlapci vyrábějí píšťalky, Barunka klobouček z olšových listů. Přichází však povodeň z hor, koryto strouhy přeteče a babička se modlí. V noci je stavení obklopeno vodou a celé údolí se promění v jezero. Velká voda odnáší mosty, lávky i některá stavení. Třetího dne voda opadne. Během filipojakubské noci se pořádá pálení čarodějnic a děvčata skáčou přes oheň, tančí se s pochodněmi a vyhazují se do vzduchu zapálená pometla.
Dozrávají třešně a jahody a děti začínají chodit do školy. Babička daruje každému z dětí kudličku, aby si mohly krájet chleba, a napomíná je, aby se při vyučování chovaly slušně a dávaly si pozor na cestě. Děti pak babičce vyprávějí, co se učí a jak dovádějí o přestávkách. Babička napomíná Barunku, aby nepsala ostatním za úplatu úlohy, protože jim tím brání, aby se zadanou věc naučili. Ukazuje se, že Míla pravděpodobně půjde opravdu k vojsku. Nemá peníze, aby se vykoupil, a na ženění s Kristlou bude muset čekat čtrnáct let.

### 14. kapitola
V květnu je na Starém bělidle smutno, protože z Vídně přišel dopis, že komtesa Hortensie onemocněla a kněžna s panem Proškem nepřijedou na panství, jak se plánovalo. Kristla se bojí, že bude Míla odveden, a babička jí vypráví, že také ona měla s vojnou soužení. Za války Rakouska s Pruskem ji pronásledoval lehkomyslný důstojník. V téže době přišel z Kladska Jiří, syn staré Novotné, na útěku před verbíři. Skrýval se u své matky v chalupě, ale když babičku přepadl večer důstojník a začal se s ní prát, Jiří seskočil a pomohl jí. Poté musel opět odejít, ale přece jen ho naverbovali Prusové, když ho chytili opilého v hospodě. Babička se za něj o tři roky později v Prusku na vambeřické pouti vdala a musela opustit své rodiče, aby ho následovala k pluku. Když babička dovypráví, objeví se Míla a oznámí, že je vojákem a za tři dny musí do Hradce.

### 15. kapitola
Na Staré bělidlo přichází myslivec Beyer se svým synem, jmenuje se Aurel, ale otec mu říká Orel. Syn ukazuje dětem svou ručnici a myslivec vypráví o horách a snaze polapit škodnou lišku. Ze zámku přichází zpráva, že kněžna přijede na dožínky a potom odjede bez koní do Florencie, pan Prošek tedy bude moci zůstat přes zimu doma. Povídají si o Viktorce, prý již stárne, zpívá čím dál méně a háže do vody vrbové proutky. Pan Beyer mluví o své dýmce a o kouření a říká, že v horách kouří často také staré ženy, místo tabáku ale bramborovou nať nebo višňový list. Také mluví o tom, jak ve chvíli bolesti objal kdysi strom a zdálo se mu, že je v něm život, což potvrzuje také rýznburský myslivec. Beyer pak ještě vypráví, jak před popravou dvou vrahů, pohledného a ošklivého, za tím nehezkým přišel do cely a zjistil, že má dobré srdce a na scestí ho přivedl těžký život a nenávist a ústrky ostatních. Lidé ale více litovali krásného zločince, který vraždil ze žárlivosti. Druhého dne odcházejí babička, Barunka a Adélka do hospody dát sbohem Mílovi.

### 16. kapitola
Po svatodušních svátcích panují velká parna a na polích zrají klasy. Konečně se vrací kněžna. Pan Prošek přiváží babičce z Vídně dopis od její dcery Johanky. Píše v něm o svém nastávajícím, Chorvatu Jurovi. Hovoří také o tom, že komtesa Hortensie si má brát jednoho bohatého hraběte, ale stále není úplně zdravá. Kristle přichází psaní od milého z vojny.
Hortensie pak přijíždí navštívit babičku a ukazuje jí své kresby. Na obrázku údolíčka a řeky je zachycena i Viktorka, jiný obrázek zachycuje Staré bělidlo i s babičkou a dětmi. Komtesa požádá babičku o to, aby ji směla namalovat, a domluví se, že babička přijde na zámek a portrét tam zůstane, dokud stařenka nezemře. Pro babičku namaluje její vnoučata, aby měla památku, až odrostou. Babička se také přimlouvá za Mílu a Kristlu a kněžna slíbí, že pomůže.

### 17. kapitola
Staří i mladí pracují za dusného léta na poli, aby odvezli sžaté obilí a na obloze se kupí hrozivé černé mraky, blíží se bouřka. Pan Prošek říká, že v lese viděl pod stromem stát Viktorku, smála se tam a tleskala. Babička rozžehne hromničnou svící a spolu s dětmi se modlí, zatímco venku šlehají blesky a zuří bouře. Když bouře odejde, vyjde najevo, že blesk roztříštil starou hrušku, kterou měli rádi. Babička odchází na zámek. Uhodla totiž, že Hortensie je zamilovaná do italského malíře, který ji učil a kněžna o tom s ní chce mluvit.
Mezitím se rozšíří zpráva, že za bouřky zahynula Viktorka, když blesk udeřil do stromu, pod kterým stála. Její tělo je vystaveno v zahradním domku a babička se jdou na zesnulou podívat a pomodlit se nad ní. Pochovají ji v romantickém údolí u boušínského kostela a na hrob jí zasadí jedli. Bára z Žernova o ní složí smutnou píseň. Žebračka Viktorka, která literární postavu inspirovala, však ve skutečnosti zemřela až v roce 1868 a je pohřbena v Červeném Kostelci.

### 18. kapitola
Komtesa předá babičce obrazy vnoučat a ona je později ukazuje lidem, i když se někdejší děti rozběhnou do lesa. Na dožínkách předá Kristla Hortensii věnec, později se objeví Míla a ukáže se, že jej paní kněžna vykoupila z vojny. Krátce poté odjedou kněžna a komtesa do Itálie. Babička pak nadiktuje Barunce dopis pro svou dceru Johanku do Vídně a dá jí svolení ke sňatku. Následuje popis svatebního veselí a zvyků na svatbě Jakuba Míly a Kristly. Po hostině následuje tanec a čepení nevěsty. Slavnost trvá celý týden. Jedná se ovšem o smyšlenou událost, Kristla, která byla předlohou literární postavě, si nevzala Jakuba Mílu, nýbrž učitele Václava Nemastu. Z Itálie pak přichází zpráva, že Hortensie se bude vdávat za mladého malíře, který ji dříve učil, a babička k tomu říká: „Chvála Pánubohu, všecko se to dobře spořádalo!“
V následujících letech babička dál žije v údolíčku a sleduje, jak kolem ní vše roste. Vnoučata ji jedno po druhém opouštějí a odcházejí do světa, ale pravidelně se za ní vracejí. Po dvou letech se vrátí kněžna a říká, že komtesa Hortensie na svou nemoc zemřela, zanechala však po sobě chlapečka. Babička pláče, ale říká, že pro komtesu svět nebyl a že Bůh ji miloval, a proto ji k sobě vzal, když byla nejšťastnější. Babička stárne a říká, že zemře společně s jabloní na zahradě. Na jaře, když na jabloni nevyraší listy, začne babička kašlat a potom ulehne. Proškovi rozešlou zprávy a sjedou se všechna vnoučata, aby se s ní rozloučila. Babička zemře, když se společně s Barunkou modlí. Když paní kněžna pozoruje z okna pohřební průvod, znovu zašeptá: „Šťastná to žena!“
Magdalena Čudová-Novotná, která byla inspirací pro babičku, nicméně nezemřela v Ratibořicích, jak je popsáno v textu. Čechy opustila již v roce 1833 a následujících osm let prožila ve Vídni u dcery Johany a později i zetě Šimona Frenzela, městského slanečkáře. Zesnula v roce 1841, přičemž v době úmrtí nevlastnila nic kromě vlastního skromného oblečení. Scéna pohřbu je smyšlená také proto, že vévodkyně Zaháňská zemřela již v roce 1839, rok a půl před babičkou.

## Vydání knihy
Božena Němcová dokončila Babičku v létě roku 1854. Po prvotních problémech s hledáním nakladatele ji nakonec přijal k publikaci Jaroslav Pospíšil. V létě roku 1855 pak byla kniha poprvé vydána, a to v podobě čtyř šedesátistránkových sešitů o rozměrech 152x98 mm. První sešit vyšel 15. 5. 1855, druhý sešit 7. 6. 1855, třetí sešit 20. 6. 1855 a čtvrtý sešit 16. 8. 1855.
Do čtyř sešitů bylo rozděleno také druhé vydání, jež se uskutečnilo v roce 1862, tedy v roce autorčiny smrti. Němcová se dožila pouze prvního sešitu druhé publikace. Sešity menších rozměrů (145x115 mm) vydával Antonín Augusta jakožto první díl sebraných spisů. Toto druhé vydání obsahuje značné množství tiskových chyb a také mnohdy nevhodných zásahů autorky, pod nimiž se podepsala pokročilá nemoc a nesoustředění. K textu byla připojena pohádka „O krásné pastorkyni“ a „Obrazy ze života slovenského“.

## Žánr díla
Sama autorka o textu v průběhu psaní mluvila ve svých dopisech jako o novele, povídce nebo jednoduše jako o „práci“. Jaroslava Janáčková ve studii „Obrazy venkovského života: žánrové určení Babičky“ vyslovila domněnku, že v první fázi, když byl text Babičky přibližně třetinový, se jednalo o žánr „obrazu“, text byl nicméně rozšiřován dalšími „obrazy“. Pro autorku přitom stál „obraz“ či „obraz života“, umožňující čtenáři projevit svůj vztah k popisovanému, v protikladu k „objektivního“ románu. Vymezovala se také proti žánru vesnické povídky, ať už proto, že jej vnímala jako příliš prestižní, nebo jako příliš tendenční. Janáčková také napsala, že Němcová mohla své dílo označit za „velký obraz“, skromně však zvolila plurál „obrazy“. Dobový tisk pak dílo někdy označoval za obrazy, někdy ho řadil k „národním povídkám“ či „povídkám z kraje“ nebo (jako v recenzi Františka Matouše Klácela) tvrdil, že Babička není román, povídka ani pohádka, nýbrž něco nového: „galerie milých podobizen“ či „galerie obrazů“. Dobové vnímání žánrů však bylo odlišné, například román Klácel v témže článku vymezil jako dobrodružné dílo o lásce. Karel Boleslav Štorch také psal o galerii obrazů nebo o „galerii obrazů“ nebo o „neúplné povídce nového typu“. Sama Jaroslava Janáčková dílo v syntetické učebnici Česká literatura od počátků k dnešku označila nekonfliktním výrazem „próza“. Nezavrhla však ani možnost označovat text za román, vzhledem k tomu, jak značné mnohotvárnosti románový žánr od 19. století nabyl.
Velmi časté je tvrzení, že se v případě Babičky jedná v první řadě o idylu. Za biedermeierovskou idylu označila Babičku například Olga Poštulková ve studii Božena Němcovás Babička als biedermeierliche Idylle (Babička Boženy Němcové jako biedermeierovská idyla, 1988) nebo Miloš Sedmidubský v textu „Das Idyllische im Spannungsfeld zwischen Kultur und Natur: Božena Němcová „Babička“ („Idyličnost v napětí mezi kulturou a přírodou: Babička Boženy Němcové“, 1991). Babičku přijímá jako pastorální idylu, přenesenou z klasicistní idylizované a abstraktní polohy do empirického světa vesnice, rovněž Aleš Haman, byť upozorňuje, že toto označení může být zpochybňováno. Haman také vyslovil názor, že Babička je „modernizovaná pohádka“. Zdeněk Hrbata použil spojení „pohádková idyla“, Jiří Pelán pojmenování „příkladná biedermeierovská idyla“, František Xaver Šalda spojení „idylická báseň“.
Andreas Ohme napsal, že označování Babičky za idylu neodpovídá jejímu rozsahu, neboť žánr idyly byl v západní tradici od starověku až po 19. století psán v podobě krátkých lyrických a epických forem. Svým rozsahem podle Ohmeho Babička přesahuje idylu a její žánrové konvence a blíží se k žánru vesnického románu. Byl však toho názoru, že Babičku nelze, obzvlášť ve srovnání s podobnou Gotthelfovou prózou Käthie die Großmutter (Babička Käthi, 1847), za román označit, je to však dáno pouze poetikou žánru románu v polovině 19. století, nikoliv obecně závaznými pravidly románového žánru. Zároveň udal, že Babička je zkonstruována z jednotlivých dílčích textů napsaných jako žánrové obrázky („Genrebild“ z německé literatury) nebo fyziologické skici ruské naturální školy a následně seřazených do dlouhého epického díla, strukturovaného jako idyla. Srovnání je možné s Turgeněvovými Lovcovými zápisky (1847).
Lenka Kusáková uvedla, že Němcová se poučila ze zkušeností romanticko-folkloristické povídky, a přestože využila některé tradiční vyprávěcí postupy z žánru venkovské povídky, rozhodla se nevyužít omezujícího tvaru syžetové prózy a místo toho dala přednost podobě líčení s několika vloženými dějovými epizodami. Arne Novák použil spojení „volná řada výjevů“ a prohlásil, že ač není Babička ucelenou skladbou románovou, je vrcholným dílem české novelistické literatury. V Opelíkově Lexikonu české literatury (1993) byla označena za volně koncipovaný povídkový obraz.
Felix Vodička tvrdil, že Babička je jako celek nesyžetové dílo, a sice proto, že hlavní postava stojí mimo syžet. Text je narativní pouze proto, že se syžetovost přesunula na jednotlivé epizodní události (každodenní příhody, milostné příběhy Kristly, Hortensie a Viktorky). Vzhledem k této atomizovanosti odmítal Vodičky veškeré obvyklé žánrové termíny a tvrdil, že je jako žánrové určení nutné používat právě jen „obrazy z venkovského života“.
Václav Černý v druhém, rozšířeném vydání své Knížky o Babičce (1982) v reakci na Vodičkovy názory napsal, že se jedná o román se silnou dějovou složkou, vztaženou na kompoziční model idylického eposu. Vychází přitom z předpokladu, že text není nesyžetový, nýbrž má několik syžetů, ale zároveň je velmi celistvý a provázaný. Také Jaroslav Vlček přiřadil Babičku k vesnickým románům. Jako první úspěšný český román nové doby popsala Babičku Světlana Šerlaimova ve studii „Český román a evropský kánon“. Označuje ji však za román nekanonický, protože je jí románový status často upírán. Tamáš Berkes chápe Babičku jako biedermeierovský román.

## Příslušnost kliterárnímu směru
Otázka, zda číst Babičku jako romantické, nebo jako realistické dílo, je úzce provázána s diskusí o tom, zda k realismu přísluší dílo Boženy Němcové jako celek. V 60. až 80. letech 20. století se tento spor vyostřil právě u Babičky, o niž svedli akademickou půtku Felix Vodička a Václav Černý.
Felix Vodička se domníval, že Babička je realistickým dílem, přičemž působivost textu je dána především historickým pravdivým koloritem, v jehož rámci je zobrazeno myšlení, chování a jednání babičky. Václav Černý se naproti tomu stal odpůrcem přiřazování Boženy Němcové k realismu. V přednášce roku 1940 pronesl, že není realistkou, ale ani romantičkou, v Knížce o Babičce (1982) nicméně jako odpověď Vodičkovi napsal, že Němcová čerpala z pramenů preromantismu, především rousseauovského a herderovského, a vytvořila tak jeden ze základních typů českého romantismu (druhým typem je podle něj romantismus Máchův, vycházející ze světobolného preromantismu).

## Jazyk a styl
Jazyk, kterým je psána Babička, bývá označován za velmi konkrétní, barvitý a plastický, často se pro naléhavý dojem, který probouzí, užívá pojmů sochařských a malířských. Přitom ovšem Němcová nepoužívá příliš mnoho nezvyklých metafor nebo nových slov či slovních spojení. Text Babičky je stylově velmi uměřený, vyrovnaný a opatrný. Jan Mukařovský se domníval, že zvláštní sugestivnost jazyka není dána hýřením bohatství jazyka, nýbrž vrstvením velkého množství detailů, jejichž přítomnost pak sugeruje i věci, které přímo popsány nebyly. K tomu připojil úvahu, že množství drobných, uplývajících detailů odpovídá také syntax, neboť Němcová často využívá souřadné spojení vět, téměř bez spojek. Vyrovnaný a melodický dojem je pak posilován ještě i zvukovou stránkou, jelikož na klíčové místo na koncích vět jsou umisťována slova nižší tónem a slabší přízvukem.
Bohuslav Havránek upozornil na to, že v Babičce, ač je psána spisovným jazykem, se vyskytují prvky mluveného jazyka, zejména ze severovýchodočeského nářečí („výmoky“), chodského dialektu („tuten“) a ze slovenštiny („zasmutit se“). Nejedná se však o systematické a vědomé využívání nářečí v dialozích jako v Karle nebo Pohorské vesnici.
Výrazným stylistickým prostředkem v textu Babičky je používání frazémů, zejména nejrůznějších rčení a přísloví. Některá jsou živá i v moderní češtině („chytal lelky“, „chytrý jako liška“, „čiň čertu dobře, peklem se ti odmění“), jiná jsou archaická („slyšet za devátou stěnou“, „pinka linka, pinka linka, uletěla Pánubohu do okýnka“). Některá slovní spojení zároveň charakterizují jednotlivé postavy, které jsou jejich jedinými uživateli v díle, například „nic platno“ (babička) nebo „proti gustu žádný dišputát“ (otec Prošek). Výraznými prvky jsou také přechodníky, v textu díla se objevuje celkem 550 různých tvarů, přídavná jména ve jmenném tvaru (churav, zabit, mil) a celkem 65 různých sloves uvozujících přímou řeč (říci, mínit, pravit, prohodit a podobně).

## Inspirační zdroje

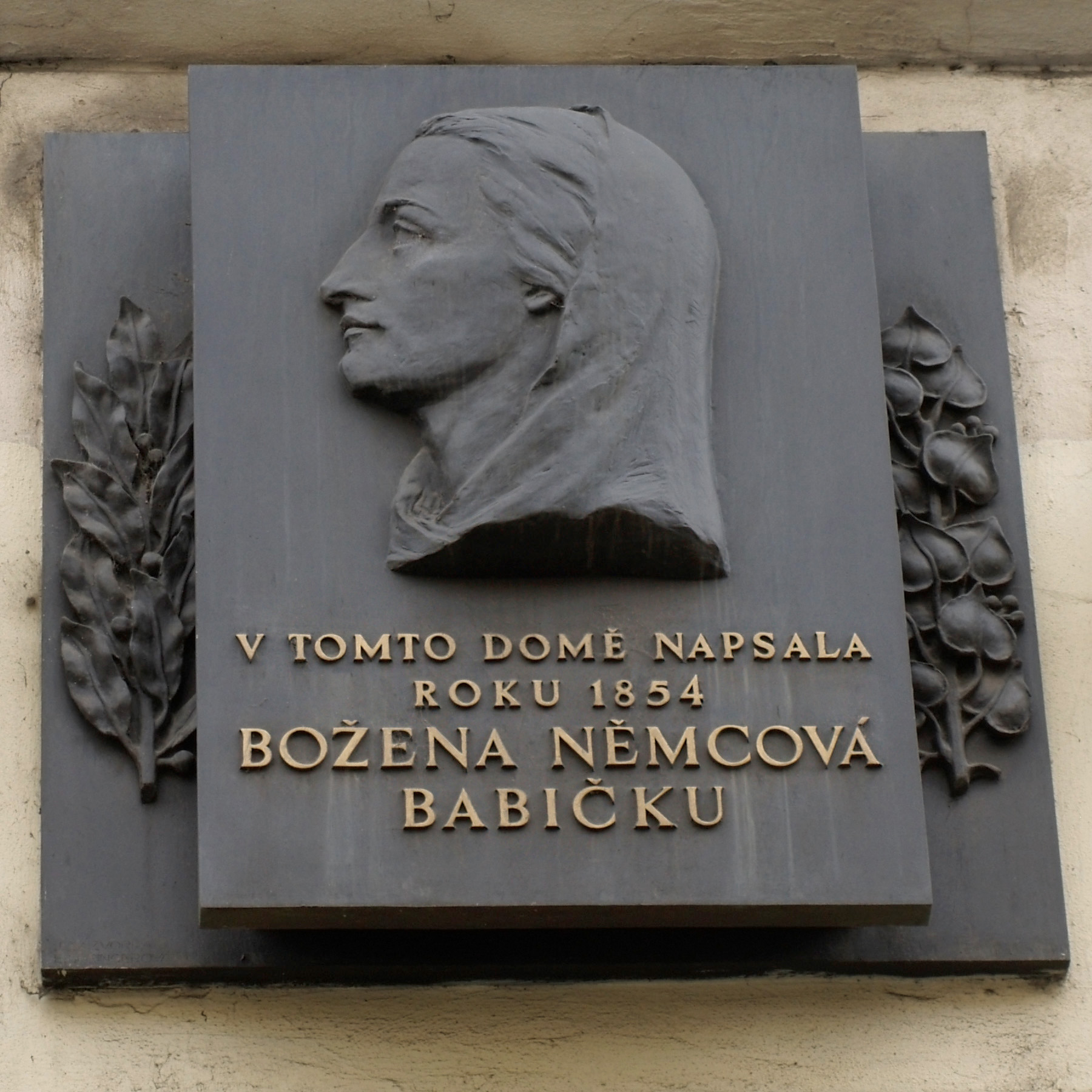
Deska na domě v Ječné ulici

V souvislosti s Babičkou bývá často jmenován starší didaktický spis Pěstounka lékaře Františka Jana Mošnera. Václav Tille a Miloslav Hýsek upozorňovali, že Babička se Pěstounce blíží některými rysy a že původní plán Babičky si Němcová rozvrhla právě na základě četby Mošnerova textu. Šlo však spíše jen o tvůrčí impuls a vypůjčení témat. Pěstounka byla koneckonců primárně dílem odborným a pedagogickým, zatímco Babička uměleckým. K ideovým inspiracím Němcové patří také Čelakovského sběratelství lidového mudrosloví, myšlenky Františka Matouše Klácela a teze Jeana Jacquesa Rousseaua o zušlechťujícím vlivu přírody.
Jako možný zdroj inspirace je uváděn také rakouský autor Adalbert Stifter. Druhou verzi jeho díla Paměti mého pradědečka (1847) mohla Němcová číst, popřípadě o ní mohla přinejmenším slyšet. Název Stifterovy knihy si vepsala do zápisníku z let 1853–1860. Na rozdíl od zachycování vzpomínek a představ, kolem něhož je vystavěna Babička, nicméně pracují Paměti mého pradědečka s přepisováním zpřeházených papírů a zápisků, které nalezne mladý muž v kufru svého praděda, východiska obou děl jsou tedy značně odlišná, byť obě tematizují moudré stáří. Jisté ovlivnění německým romanopiscem a teoretikem Karlem Gutzkowem je patrné již z použitého motta. Němcová autora doporučila v dopise synu Karlovi a užívala spojení „rytíř ducha“, vycházející z Gutzkowova románu Rytíři ducha (Die Ritter vom Geiste, 1850–1851). Rytíři ducha se nicméně od Babičky velmi liší, jde o rozsáhlý konverzační román plný dějových zvratů; Němcová se jím neinspirovala umělecky, ale pouze myšlenkou sociálního smíru různých společenských vrstev – samotné motto je v Gutzkowově textu výrokem adresovaným radikálnímu komunistovi, aby nepodněcoval třídní boj. Němcovou mohly ovlivnit také starší osvícenské úvahy úvahy o vzorně řízené obci, když umístila Babičku do středu osady jako její klíčovou osobnost.

## Moderní vnímání díla
V čítankách se úryvky z Babičky objevovaly od roku 1870. Samotné dílo bylo pak tradičně označováno jako povinná či doporučená dětská četba pro 5. až 9. třídu, což ovšem od 80. let 20. století budilo jisté rozpaky a od 90. let začal být text doporučován spíše středoškolským studentům.
Ke 100. výročí prvního vydání Babičky uspořádalo Národní divadlo slavnostní matiné (29. října 1955 v Tylově divadle). Kulaté výročí také přimělo některé výrazné osobnosti národního života, aby se k významu díla vyjádřily. To je případ herečky Růženy Naskové, která Babičku načetla pro rozhlas a ve sloupku „Knize nejdražší“ napsala, že Babička je a bude vždy milována jako živá bytost, mluvící s každým jeho řečí; a také spisovatelky Jarmily Glazarové, jež ve stati „Drahocenný dar“ národu popsala Babičku jako „základní kámen naší nové literatury“ a znak češství a věrné lásky k zemi a národu.
Ve čtenářské anketě Kniha mého srdce, kterou v roce 2009 organizovala Česká televize, se Babička umístila s 29 935 hlasy na druhém místě.

## Adaptace
- Babička (film, 1921) – černobílý němý film z roku 1921, režie Thea Červenková, v roli babičky Ludmila Lvová-Innemannová, v roli Barunky její dcera Liduška Innemannová
- Babička (film, 1940) – černobílý film z roku 1940, režie František Čáp, v roli babičky Terezie Brzková, v roli Barunky Nataša Tanská
- Babička (film, 1971) – dvoudílný barevný televizní film z roku 1971, režie Antonín Moskalyk, v roli babičky Jarmila Kurandová, v roli Barunky Libuše Šafránková
- Babička – opera Antonína Vojtěcha Horáka na libreto Adolfa Weniga, uvedená v Národním divadle 11× v roce 1900[84]
- Na Starém bělidle – opera Karla Kovařovice[85] (starším pravopisem Na starém bělidle s podtitulem zpěvohra o čtyřech obrazech dle Babičky Boženy Němcové)
- Babička – divadelní hra uvedená v Národním divadle v letech 2007–2010, v roli babičky Vlasta Chramostová, v roli Barunky alternovaly Magdaléna Borová a Eva Josefíková[86]; zdramatizovali Jan Antonín Pitínský a Lenka Kolihová Havlíková na motivy scénáře Růženy Pohorské[87]
- Babička – divadelní hra uvedená v Divadle Na Fidlovačce v letech 2013–2017, v roli babičky Eliška Balzerová, v roli Barunky alternovaly Anika Menclová a Rebeka Chudobová[88]

### Zpracování knihou pouze inspirovaná

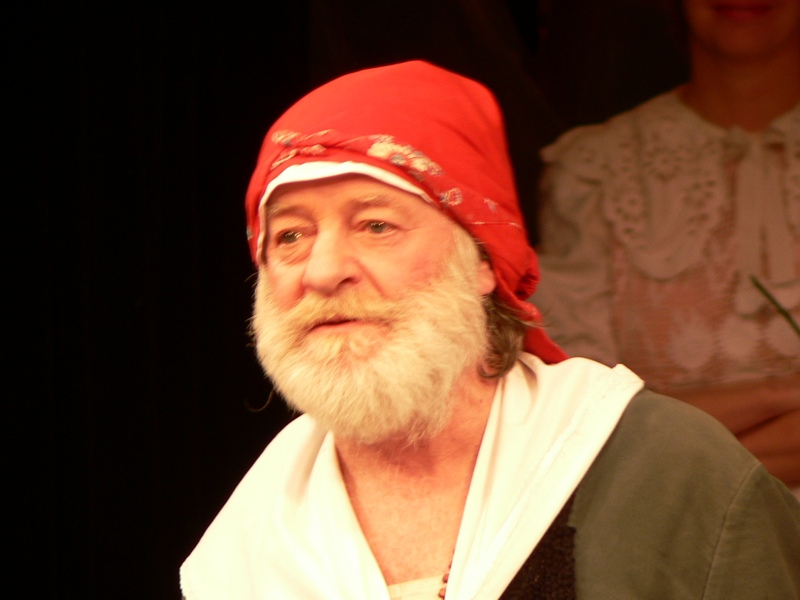
Jiří Pecha po derniéře hry Babička – fetišistická revue

- Viktorka – československý film režiséra Jana Svobody z roku 1935
- Babička (muzikál) – muzikál vytvořený na motivy povídky
- Babička – fetišistická revue – inscenace Divadla Husa na provázku, v roli babičky Jiří Pecha, který za ni obdržel roku 1997 speciální Cenu Alfréda Radoka za „mužský herecký výkon v ženské roli“
- Babička aneb jak to bylo doopravdy – česká filmová parodie z roku 2010[89]

## Překlady do jiných jazyků
Kniha začala být již v 19. století překládána. V roce 1895 napsal Vincenc Vávra, že žádný jiný český autor kromě Jana Amose Komenského a Jaroslava Vrchlického nepronikl do cizích kultur tak jako Božena Němcová díky Babičce. Postupně se objevilo více než sto zahraničních vydání v desítkách různých jazyků. Muzeum Boženy Němcové eviduje překlady do třiceti jedna jazyků: Babička vyšla (abecedně) v angličtině, arabštině, běloruštině, bengálštině, bulharštině, čínštině, dánštině, esperantu, estonštině, finštině, francouzštině, chorvatštině, italštině, japonštině, katalánštině, litevštině, lotyštině, lužické srbštině, maďarštině, makedonštině, němčině, nizozemštině, polštině, portugalštině, rumunštině, ruštině, slovenštině, slovinštině, španělštině, ukrajinštině a uzbečtině.

### Němčina
Do němčiny byla próza přeložena ještě za života autorky, za její spolupráce a kontroly. Již v roce 1856 vyjádřila zájem o překlad německá spisovatelka Ida von Reinsberg-Düringsfeld. K realizaci překladu ale došlo až v roce 1858, kdy zkrácenou verzi Babičky přeložil a v měsíčníku Erinnerungen jako „Großmütterchen“ publikoval bez udání svého jména jeho redaktor, moravský spisovatel Jan Ohéral. V překladu chybí prolog a části textu (vynechána byla kapitola devátá až patnáctá). Ilustrace k tomuto vydání dodal Quido Mánes.

### Slovinština
Slovinština se stala druhým jazykem, do nějž byla Babička přeložena. Stalo se tak v roce 1862, těsně po smrti Boženy Němcové. Autorem překladu byl France Cegnar. Druhé převedení textu do slovinštiny pak pořídil Joža Glonar v roce 1944. V obou případech zněl titul knihy Babica.

### Chorvatština
V roce 1863 byla v Záhřebu pod názvem Babica vydána chorvatská verze Babičky, překlad zajistila Ljubica Maříková.

### Ruština
Do ruštiny knihu poprvé převedla petrohradská slavistka Emma Genrichovna Petrovskaja, manželka profesora slovanské filologie Memnona Petroviče Petrovského. Dílo vyšlo na jaře roku 1866 pod názvem „Babuška: Razkaz Boženy Němcovoj“ v časopise Russkij vestnik. Kniha posléze vyšla také v Praze u Theodora Mourka a dobový tisk ji doporučoval studentům ruštiny, mimo jiné proto, že překladatelka v textu vyznačila ruský přízvuk. V 70. letech Petrovskaja Němcovou a Babičku dále propagovala v Rusku, coby národní dílo, které zachycuje českou povahu, čímž nadlouho ovlivnila ruské vnímání tohoto textu. Další překlad do ruštiny připravila v roce 1910 spisovatelka dětské literatury Maria Andrejevna Lalinová. Její zpracování bylo považováno za natolik kvalitní, že ještě v roce 1980 bylo vydáno znovu, a to přesto, že v té době existovaly i modernější překlady, jejichž autory se stali nejprve v roce 1947 Antonij Vasiľjevič Florovskij a posléze v roce 1956 moskevská překladatelka Faina Petrovna Bogoljubova. Vydání z roku 1956 bylo doplněno podrobným úvodním slovem z pera Raisy Lavrenťjevny Filipčikové.

### Francouzština
Francouzský překlad Babičky nazvaný Grand’mère byl vydán v roce 1880 v Grégrově tiskárně, pravděpodobně vlastním nákladem překladatelky, jíž byla Josefina Božena Koppová. Pražský francouzský čtrnáctideník Le Pragois (Pražan) překlad podrobil ostré kritice, přičemž dílu vytýkal především gramatické chyby, přehnané užívání archaismů a neexistujících slov.

### Lužická srbština
Do hornolužické srbštiny knihu poprvé přeložil roku 1883 spisovatel a farář Filip Rězak (pod názvem Naša wowka), přičemž text zároveň upravil pro poměry Lužice zapracováním popisu tamních obyčejů. Podruhé ji přeložili v roce 1962 Hanaróža Völkelowa a Pawoł Völkel (Wowka).

### Rumunština
Do rumunštiny přeložil babičku romanista Jan Urban Jarník. Pod názvem Bunica vyšla nejprve na pokračování v sibiňském časopise Tribuna, posléze samostatně. Překlad s Jarníkem písemně konzultoval rumunský spisovatel Ioan Slavici.

### Angličtina
První anglický překlad Babičky vyšel jako The Grandmother v roce 1892, k výročí třiceti let od spisovatelčina úmrtí. Připravila jej Frances Gregorová, původním jménem Františka Gregorová, která se jako dítě přistěhovala do Spojených států z Čech a vyrostla na farmě ve Wisconsinu. Vydání prózy doplnila svým životopisem Boženy Němcové. Dílo však nevzbudilo větší ohlas a bylo zastíněno velkým množstvím prací amerického literárního regionalismu. Druhý překlad zajistila v roce 1962 britská spisovatelka Edith Pargeterová, opět k výročí úmrtí Boženy Němcové. Vydání umožnilo pražské cizojazyčné nakladatelství Artia, specializované na propagaci Československa v zahraničí. Překlad Gregorové se vyznačuje volnějším vztahem k originálu, užíváním archaismů a prvků americké angličtiny a často také doslovným převáděním českých lidových idiomů do angličtiny, naproti tomu překlad Pargeterové je na většině míst přesnější, ovšem ne vždy dosahuje půvabu některých stylizovaných a archaických pasáží ve starším vydání. Oba překlady mají podle názoru kritiků své silnější a slabší stránky.

### Esperanto
Do esperanta začal Babičku překládat Vladimír Tobek, po jeho odchodu z esperantského hnutí práci dokončil Karel Procházka. Dílo vycházelo v Časopise českých esperantistů pod názvem „Avineto“ v letech 1909 až 1914, poslední kapitola však byla vzhledem k válce publikována až v roce 1918. Esperantský překlad později vedl k převedení díla do čínštiny (1956) a japonštiny (1957).

### Španělština a katalánština
Autorem jediných překladů do španělštiny a katalánštiny je hispanista Rudolf Jan Slabý. Ve 20. letech dvacátého století se v Katalánsku věnoval šíření povědomí o literatuře slovanských národů. Překlad Babičky do španělštiny dokončil již za první světové války, vzhledem k finančním problémům vyšla až roku 1924 ve dvou svazcích jako La Abuela. Cuadros de costrumbres campesínas de Bohemia (Babička. Obrazy venkovských zvyklostí v Čechách). Dílo doplnily ilustrace Adolfa Hübnera, českého malíře žijícího ve Španělsku. V témže roce vydal Slabý také katalánskou verzi textu, nazvanou L’àvia.

## Galerie

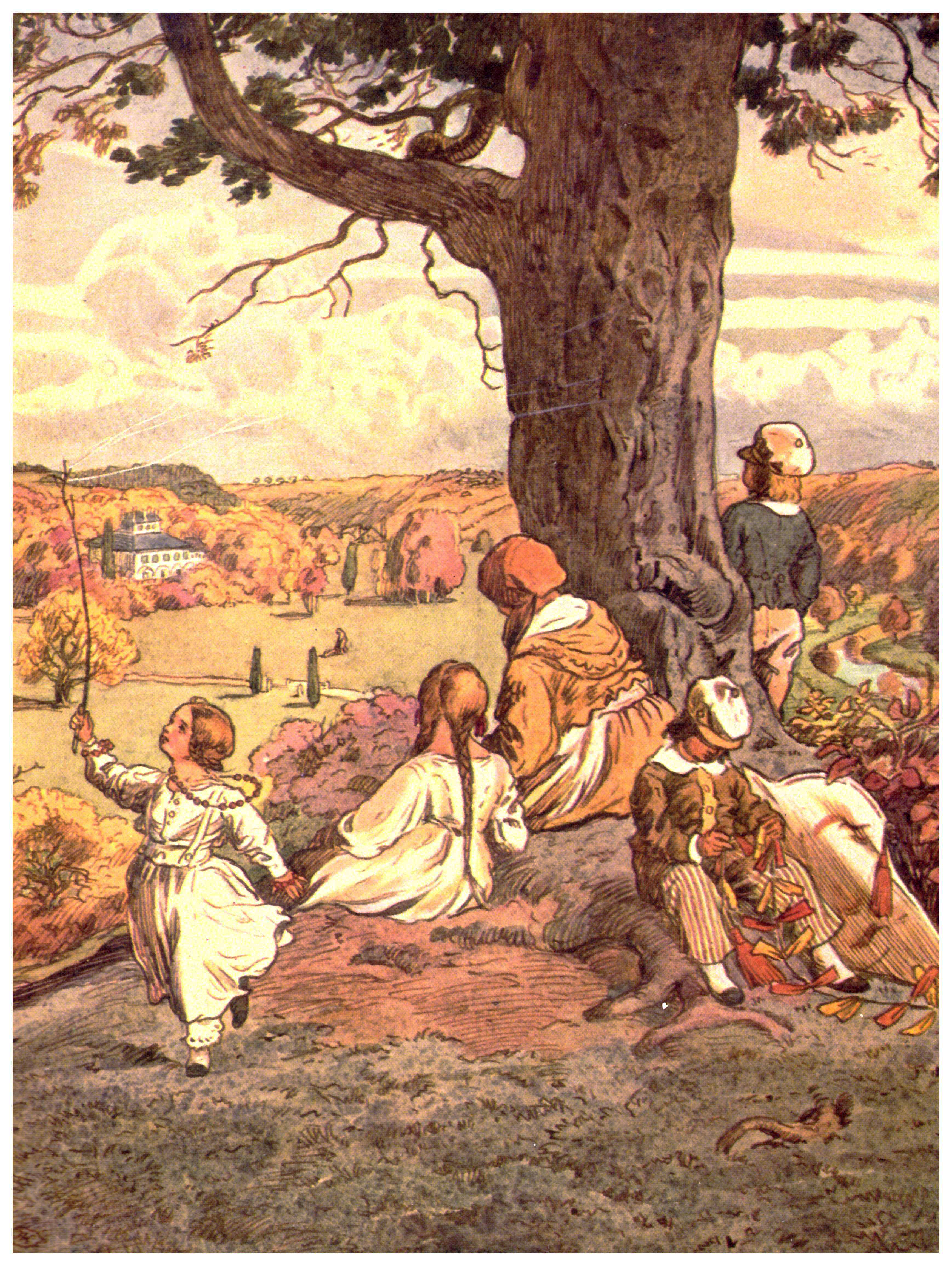
Ilustrace Adolf Kašpar „Babička“ vydání 1924
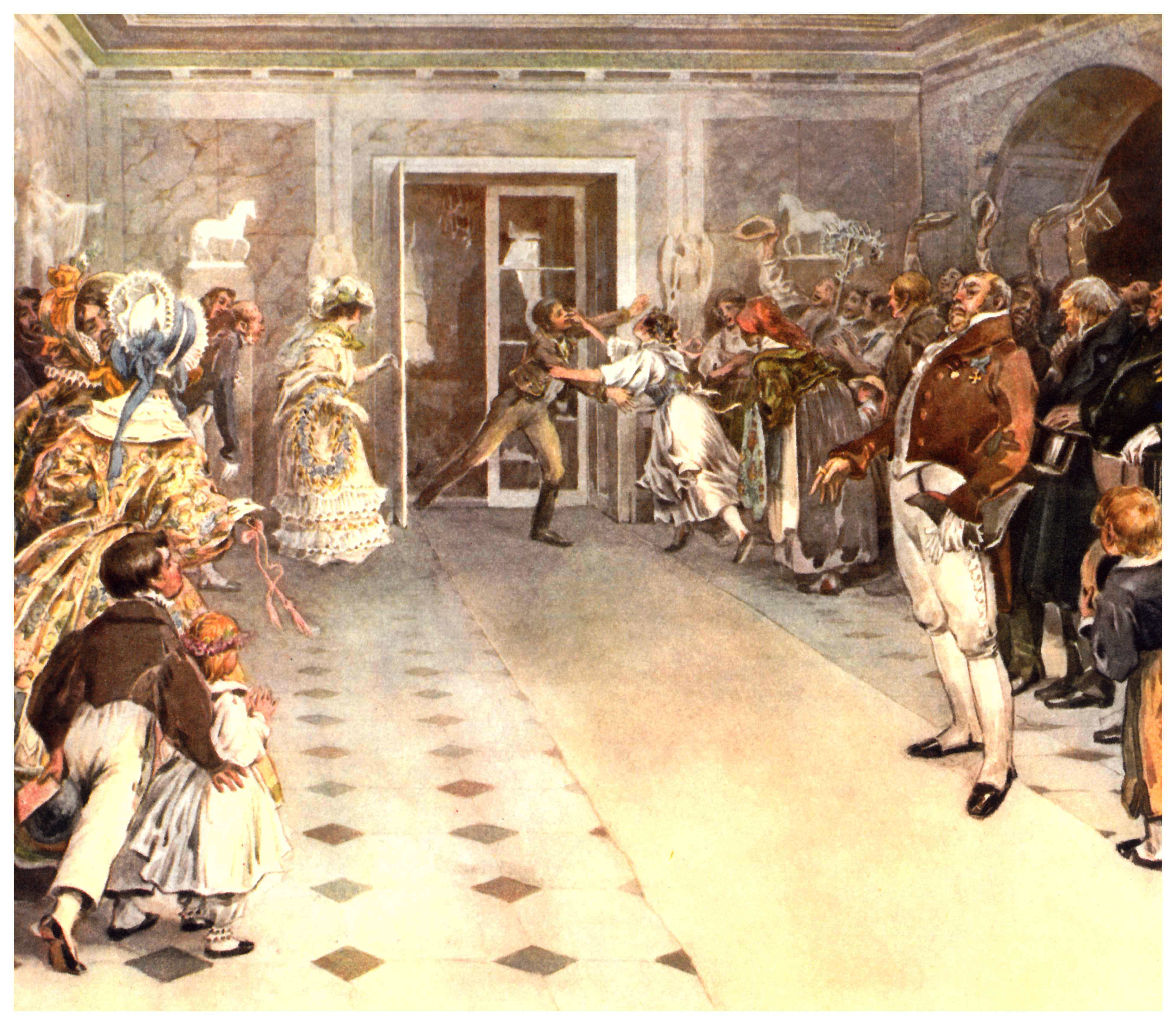
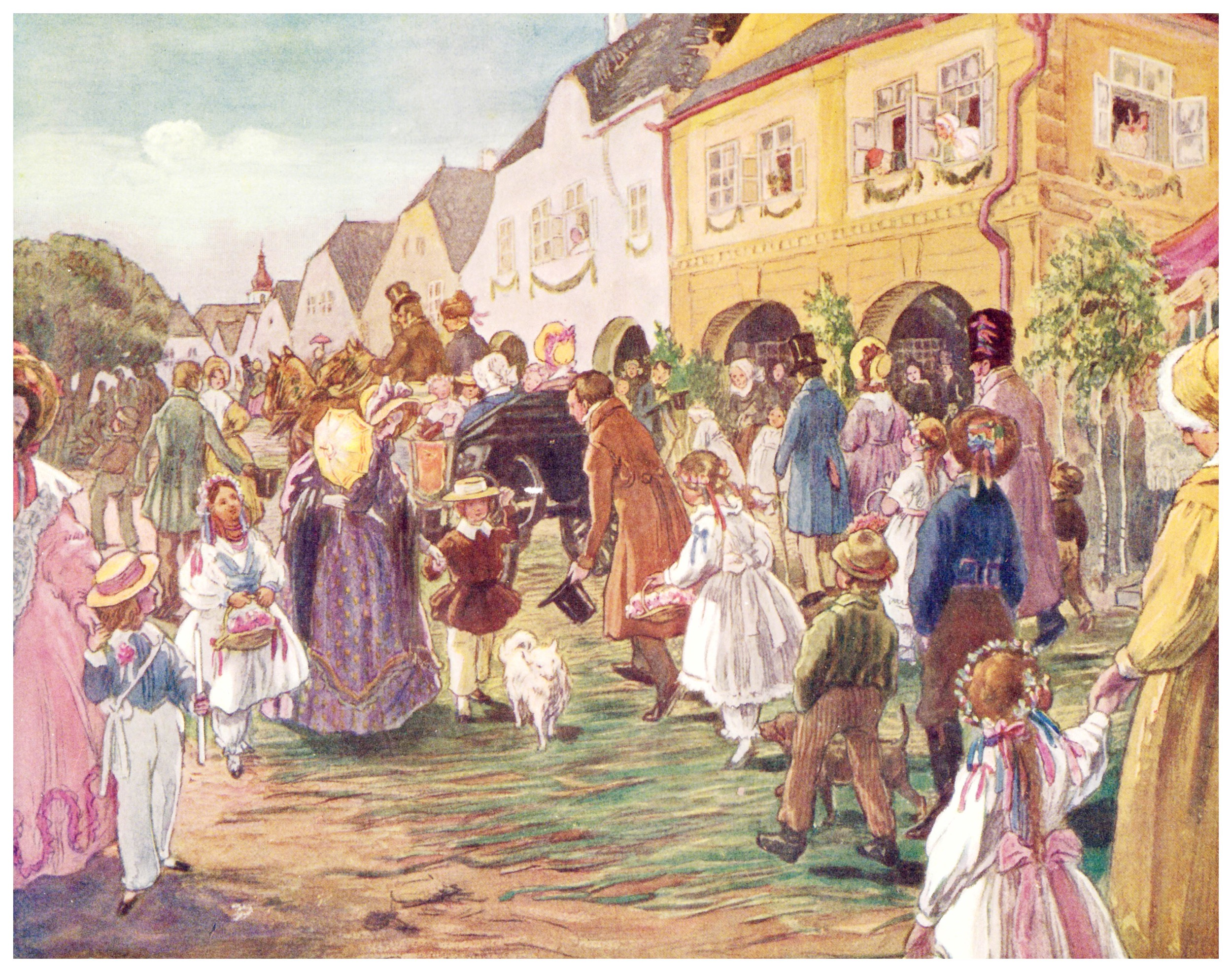
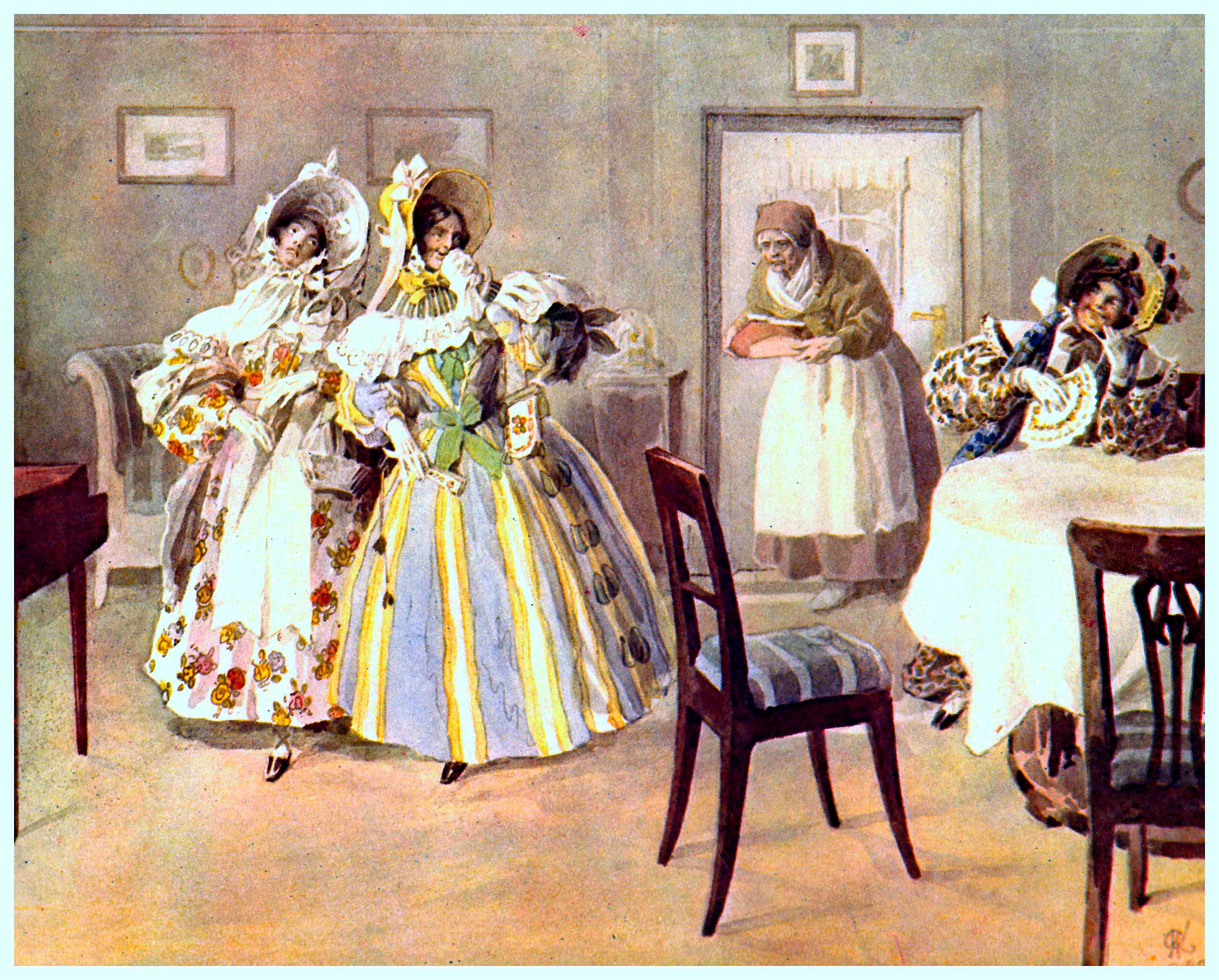
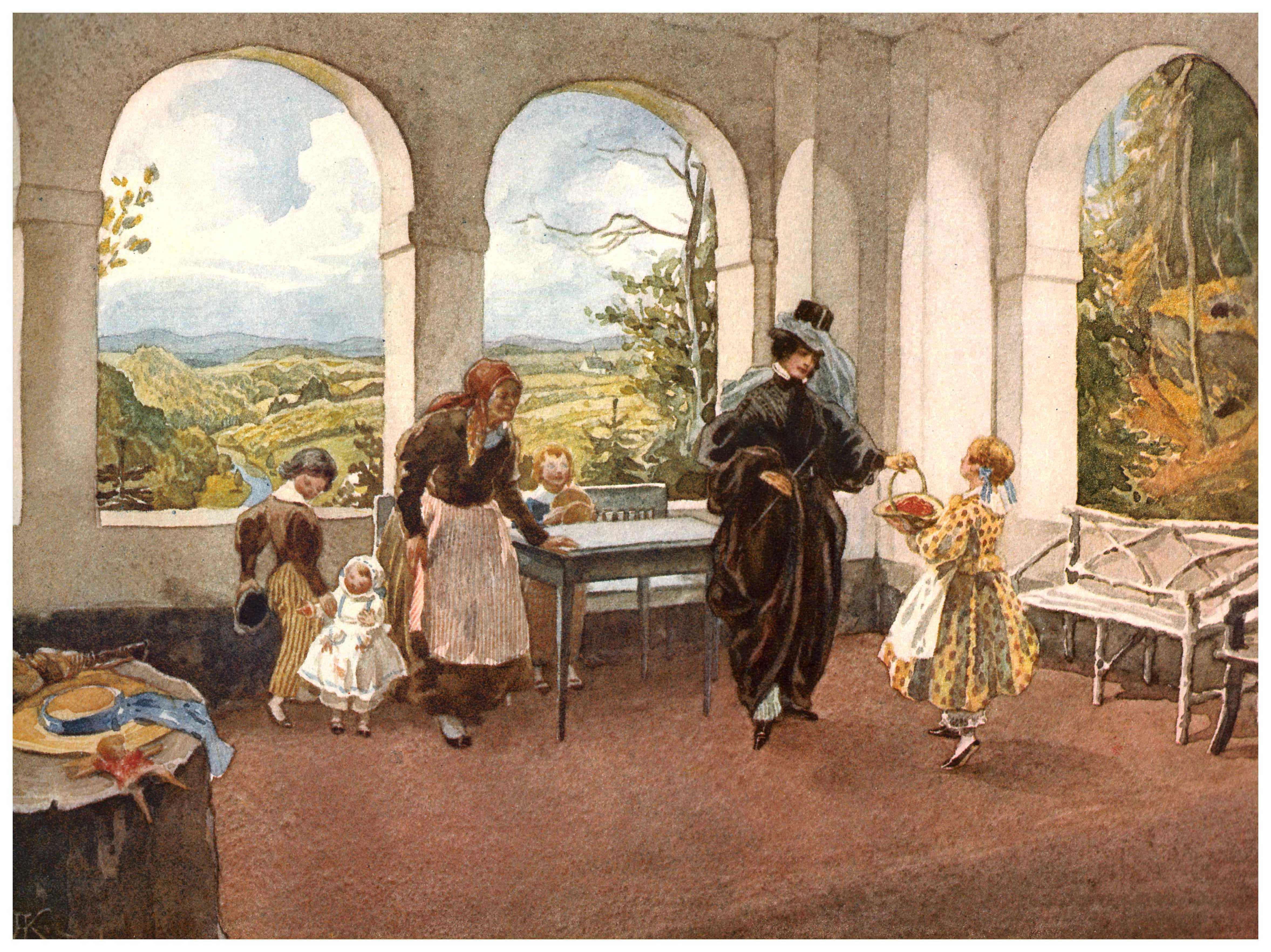
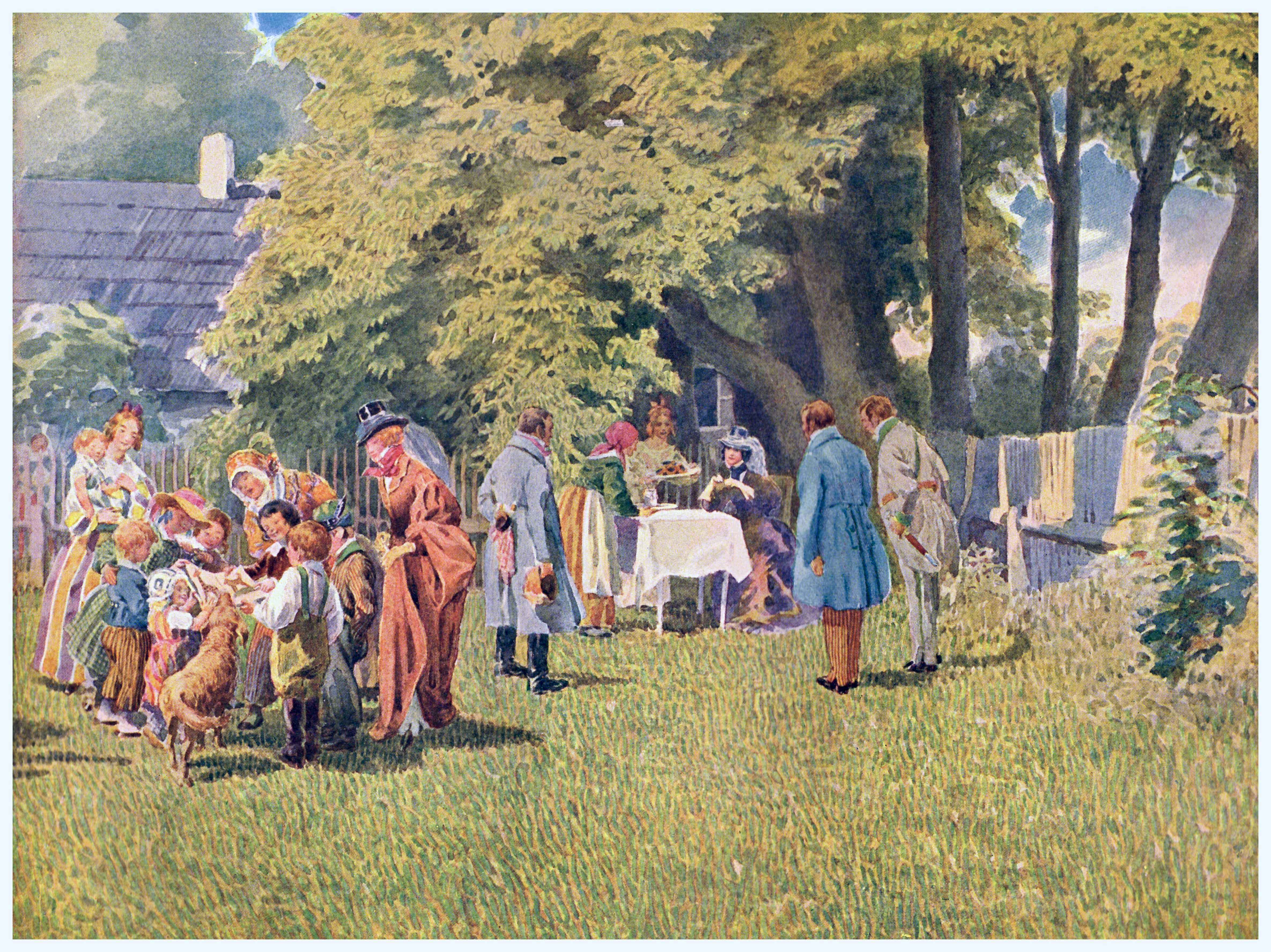
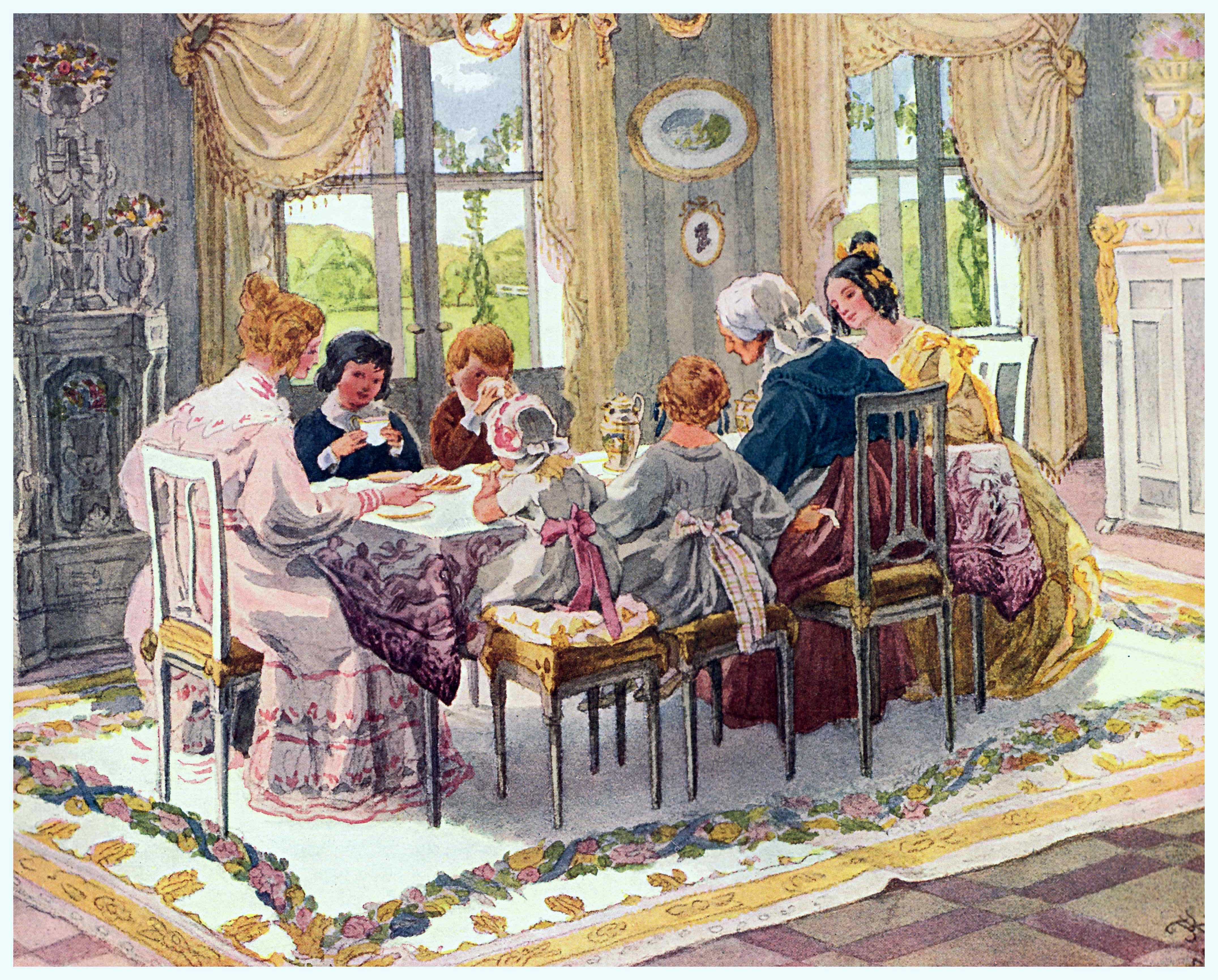
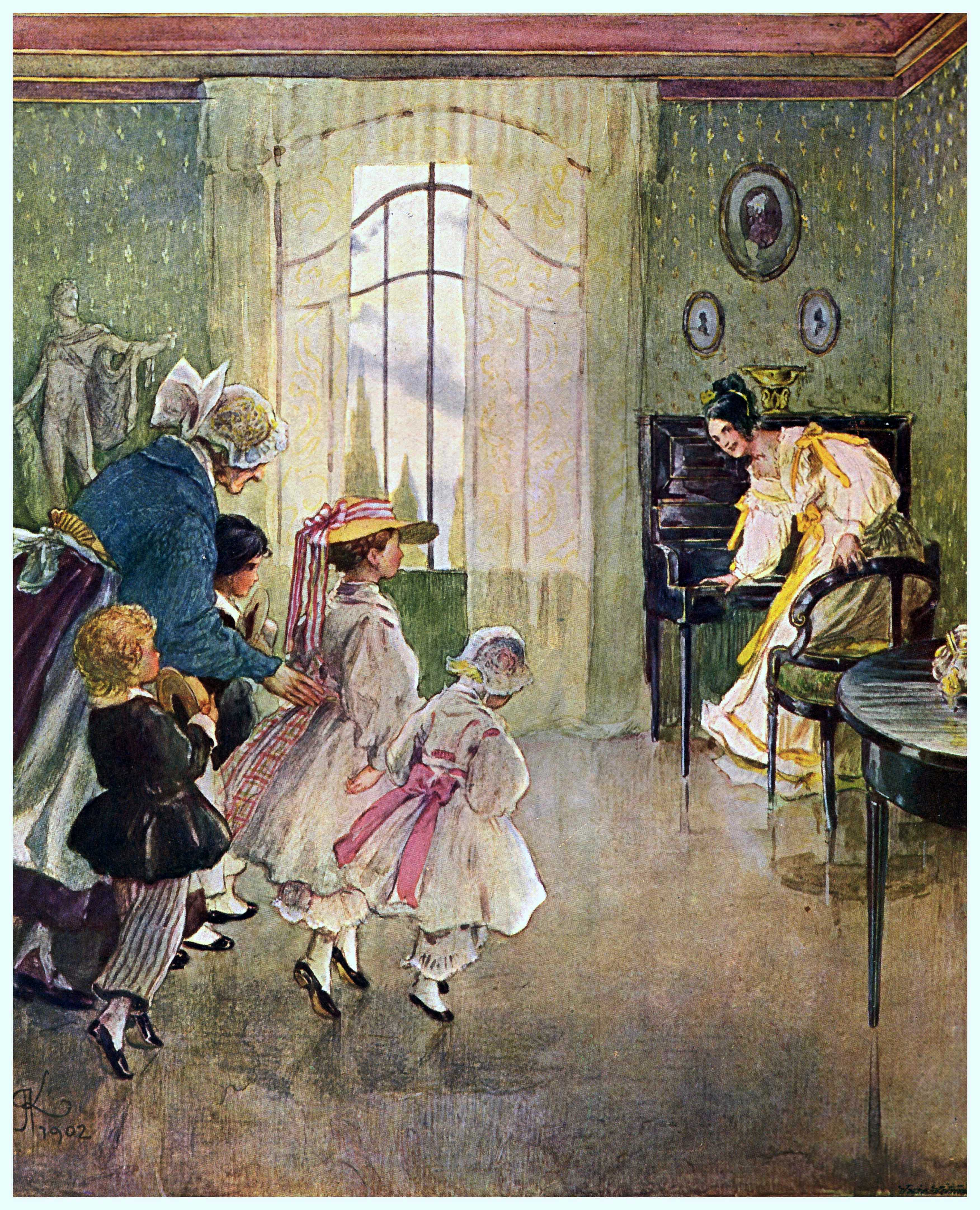
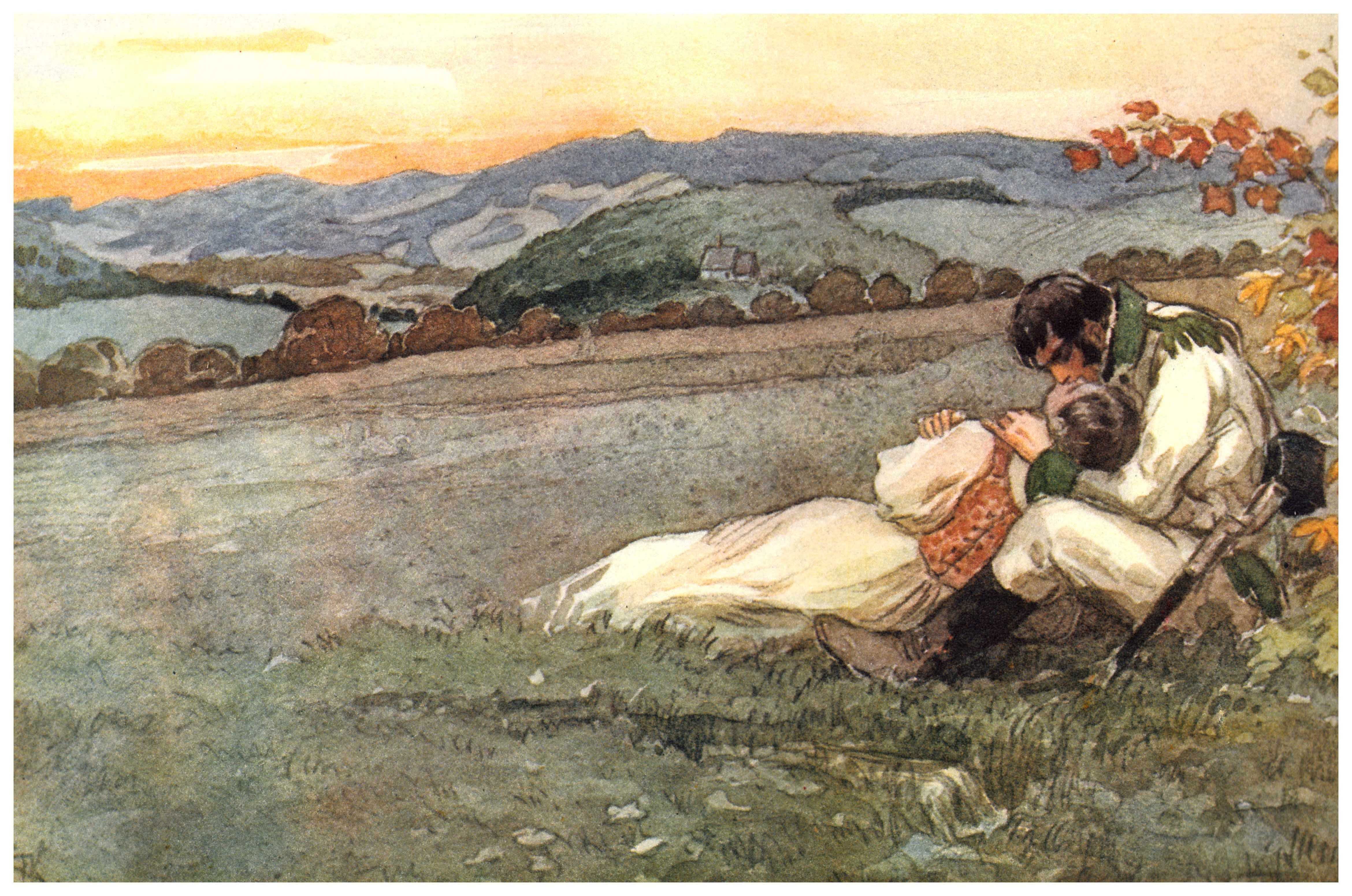
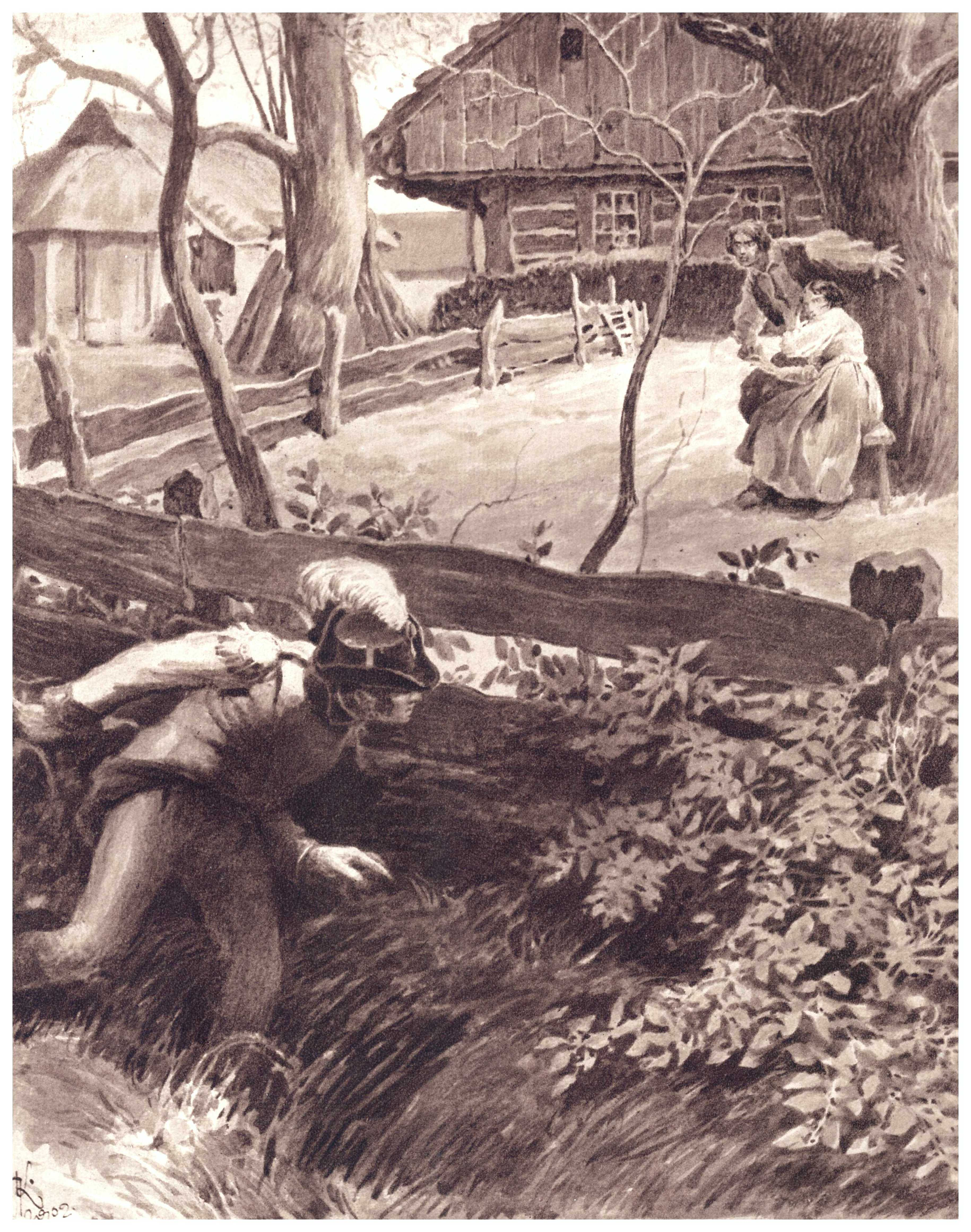
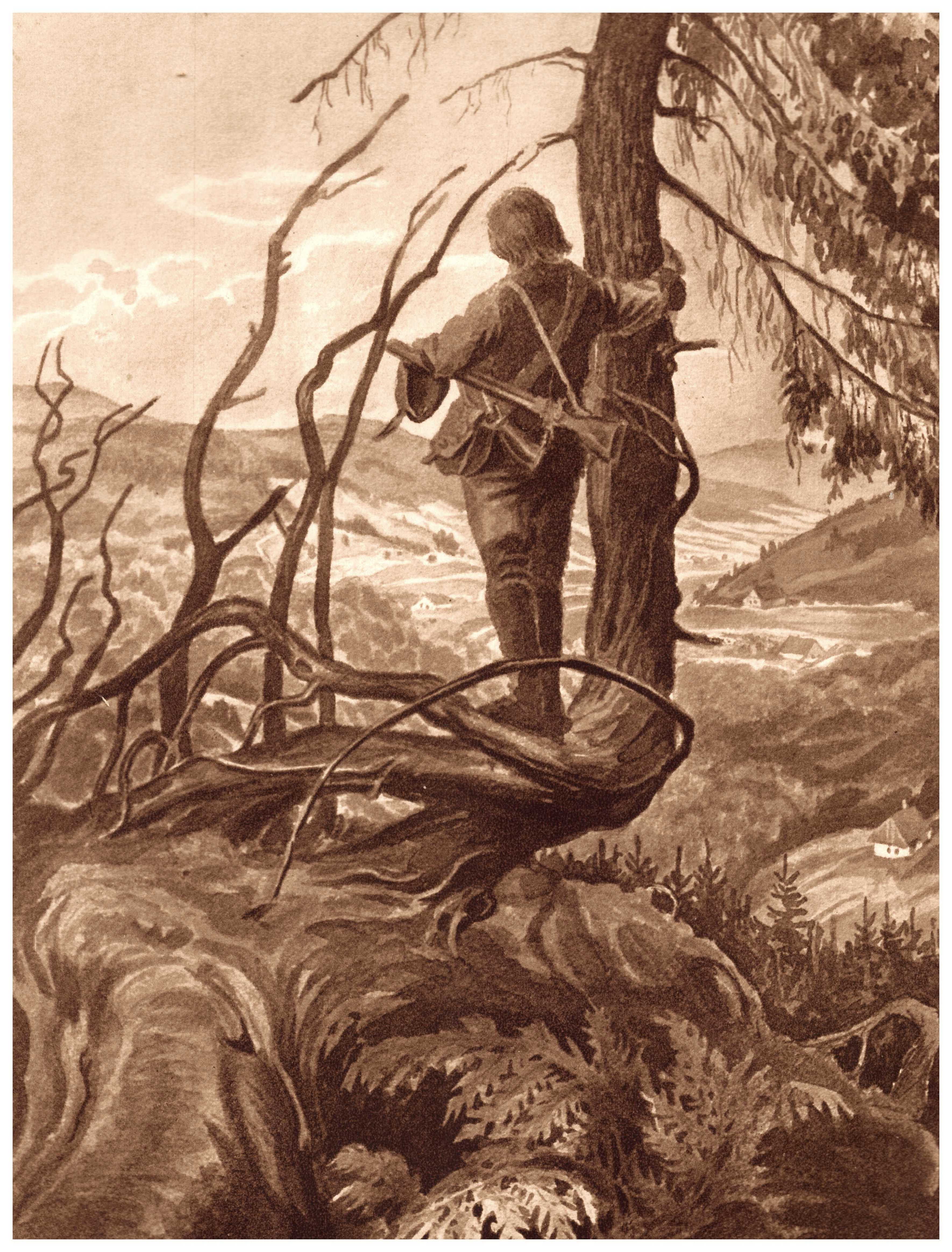